# 1962
| [ Edytuj tabelę ]                                                | |
| Przewodniczący Rady Państwa                                      | - 1952 Aleksander Zawadzki 1964 |
| Premier Polski                                                   | - 1954 Józef Cyrankiewicz 1970 |
| Prezydent Polski na uchodźstwie                                  | - 1947 August Zaleski 1972 |
| Premier rządu RP na uchodźstwie                                  | - 1955 Antoni Pająk 1965 |
| I sekretarz KC PZPR                                              | - 1956 Władysław Gomułka 1970 |
| Król Afganistanu                                                 | - 1933 Mohammad Zaher Szah 1973 |
| Premier Afganistanu                                              | - 1953 Mohammad Daud Chan 1963 |
| Przywódca Albanii                                                | - 1944 Enver Hoxha 1985 |
| Premier Albanii                                                  | - 1954 Mehmet Shehu 1981 |
| Prezydent Algierii                                               | - 1962 Abd ar-Rahman Faris 1962 - 1962 Ferhat Abbas 1963                                                                                          |
| Premier Algierii                                                 | - 1962 Ahmad Ben Bella 1963 |
| Współksiążęta Andory                                             | - 1943 Ramón Iglesias i Navarri 1969 - 1959 Charles de Gaulle 1969                                                                                |
| Król Arabii Saudyjskiej                                          | - 1953 Su’ud ibn Abd al-Aziz Al Su’ud 1964 |
| Prezydent Argentyny                                              | - 1958 Arturo Frondizi 1962 - 1962 José María Guido 1963                                                                                          |
| Premier Australii                                                | - 1949 Robert Menzies 1966 |
| Prezydent Austrii                                                | - 1957 Adolf Schärf 1965 |
| Kanclerz Austrii                                                 | - 1961 Alfons Gorbach 1964 |
| Prezydent Birmy                                                  | - 1957 Win Maung 1962 |
| Przewodniczący Zjednoczonej Rady Rewolucyjnej Birmy              | - 1962 Ne Win 1974 |
| Premier Birmy                                                    | - 1960 U Nu 1962 - 1962 Ne Win 1974 |
| Król Belgów                                                      | - 1951 Baudouin 1993 |
| Premier Belgii                                                   | - 1961 Théodore Lefèvre 1965 |
| Prezydent Beninu                                                 | - 1960 Hubert Maga 1963 |
| Król Bhutanu                                                     | - 1952 Jigme Dorji Wangchuck 1972 |
| Premier Bhutanu                                                  | - 1952 Jigme Palden Dorji 1964 |
| Prezydent Boliwii                                                | - 1960 Víctor Paz Estenssoro 1964 |
| Prezydent Brazylii                                               | - 1961 Joao Belchior Marques Goulart 1964 |
| Sułtan Brunei                                                    | - 1950 Omar Ali Saifuddien III 1967 |
| Przywódca Bułgarii                                               | - 1954 Todor Żiwkow 1989 |
| Premier Bułgarii                                                 | - 1956 Anton Jugow 1962 - 1962 Todor Żiwkow 1971                                                                                                  |
| Król Burundi                                                     | - 1962 Mwambutsa IV 1966 |
| Premier Burundi                                                  | - 1962 André Muhirwa (p.o.) 1963 |
| Prezydent Chile                                                  | - 1958 Jorge Alessandri 1964 |
| Przewodniczący ChRL                                              | - 1959 Liu Shaoqi 1968 |
| Premier Chin                                                     | - 1949 Zhou Enlai 1976 |
| Prezydent Cypru                                                  | - 1960 Michail Muskos 1974 |
| Prezydent Czadu                                                  | - 1960 François Tombalbaye 1975 |
| Premier Czadu                                                    | - 1960 urząd zniesiony 1978 |
| Prezydent Czechosłowacji                                         | - 1957 Antonín Novotný 1968 |
| Premier Czechosłowacji                                           | - 1953 Viliam Široký 1963 |
| Król Danii                                                       | - 1947 Fryderyk IX 1972 |
| Premier Danii                                                    | - 1960 Viggo Kampmann 1962 - 1962 Jens Otto Krag 1968                                                                                             |
| Prezydent DR Konga                                               | - 1960 Joseph Kasavubu 1965 |
| Dalajlama                                                        | - 1940 Tenzin Gjaco |
| Prezydent Dominikany                                             | - 1960 Joaquín Balaguer 1962 - 1962 Rada cywilno-wojskowa 1962 - 1962 Rafael Filiberto Bonnelly 1963                                              |
| Prezydent Egiptu                                                 | - 1961 Gamal Abdel Naser 1970 |
| Premier Egiptu                                                   | - 1961 Gamal Abdel Naser 1962 - 1962 Ali Sabri 1965                                                                                               |
| Prezydent Ekwadoru                                               | - 1961 Carlos Arosemena Monroy 1963 |
| Cesarz Etiopii                                                   | - 1941 Hajle Syllasje 1974 |
| Premier Etiopii                                                  | - 1961 Aklilu Habte-Ueld 1974 |
| Przew. Komisji Europejskiej                                      | - 1958 Walter Hallstein (Niemcy) 1967 |
| Prezydent Filipin                                                | - 1961 Diosdado Macapagal 1965 |
| Prezydent Finlandii                                              | - 1956 Urho Kekkonen 1981 |
| Premier Finlandii                                                | - 1961 Martti Miettunen 1962 - 1962 Ahti Karjalainen 1963                                                                                         |
| Prezydent Francji                                                | - 1959 Charles de Gaulle 1969 |
| Premier Francji                                                  | - 1959 Michel Debré 1962 - 1962 Georges Pompidou 1968                                                                                             |
| Prezydent Gabonu                                                 | - 1960 Léon M’ba 1964 |
| Premier Gabonu                                                   | - 1961 urząd zniesiony 1975 |
| Prezydent Ghany                                                  | - 1960 Kwame Nkrumah 1966 |
| Prezydent Górnej Wolty                                           | - 1960 Maurice Yaméogo 1966 |
| Król Grecji                                                      | - 1947 Paweł I 1964 |
| Premier Grecji                                                   | - 1961 Konstandinos Karamanlis 1963 |
| Premier Gujany                                                   | - 1961 Cheddi Jagan 1964 |
| Prezydent Gwatemali                                              | - 1958 Miguel Ydígoras Fuentes 1963 |
| Prezydent Gwinei                                                 | - 1958 Ahmed Sekou Touré 1984 |
| Prezydent Haiti                                                  | - 1957 François Duvalier 1971 |
| Regent Hiszpanii                                                 | - 1947 Francisco Franco 1975 |
| Premier Hiszpanii                                                | - 1939 Francisco Franco 1973 |
| Król Holandii                                                    | - 1948 Juliana 1980 |
| Premier Holandii                                                 | - 1959 Jan de Quay 1963 |
| Prezydent Hondurasu                                              | - 1957 José Ramón Villeda Morales 1963 |
| Szach Iranu                                                      | - 1941 Mohammad Reza Pahlawi 1979 |
| Premier Iranu                                                    | - 1961 Ali Amini 1962 - 1962 Asadollah Alam 1964                                                                                                  |
| Prezydent Iraku                                                  | - 1958 Muhammad Nadżib ar-Rubaji 1963 |
| Premier Iraku                                                    | - 1958 Abd al-Karim Kasim 1963 |
| Prezydent Indii                                                  | - 1950 Rajendra Prasad 1962 - 1962 Sarvepalli Radhakrishnan 1968                                                                                  |
| Premier Indii                                                    | - 1947 Jawaharlal Nehru 1964 |
| Prezydent Indonezji                                              | - 1945 Sukarno 1967 |
| Prezydent Irlandii                                               | - 1959 Éamon de Valera 1973 |
| Premier Irlandii                                                 | - 1959 Seán Lemass 1966 |
| Prezydent Islandii                                               | - 1952 Ásgeir Ásgeirsson 1968 |
| Premier Islandii                                                 | - 1962 Ólafur Thors 1963 |
| Prezydent Izraela                                                | - 1952 Jicchak Ben Cewi 1963 |
| Premier Izraela                                                  | - 1955 Dawid Ben Gurion 1963 |
| Premier Jamajki                                                  | - 1962 Alexander Bustamante 1967 |
| Cesarz Japonii                                                   | - 1926 Hirohito 1989 |
| Premier Japonii                                                  | - 1960 Hayato Ikeda 1964 |
| Prezydent Jemenu Północnego                                      | - 1962 Abd Allah as-Sallal 1967 |
| Król Jordanii                                                    | - 1952 Husajn 1999 |
| Premier Jordanii                                                 | - 1960 Bahdżat at-Talhuni 1962 - 1962 Wasfi at-Tall 1963                                                                                          |
| Prezydent Jugosławii                                             | - 1953 Josip Broz Tito 1980 |
| Premier Jugosławii                                               | - 1945 Josip Broz Tito 1963 |
| Król Kambodży                                                    | - 1960 Sisowath Kossamak (ceremonialna głowa państwa) 1970 - 1960 Norodom Sihanouk (szef państwa) 1970                                            |
| Premier Kambodży                                                 | - 1961 Norodom Sihanouk 1962 - 1962 Nhiek Tioulong (p.o.) 1962 - 1962 Chau Sien Cocsal (p.o.) 1962 - 1962 Norodom Kantol 1966                     |
| Prezydent Kamerunu                                               | - 1960 Ahmadou Ahidjo 1982 |
| Premier Kanady                                                   | - 1957 John Diefenbaker 1963 |
| Emir Kataru                                                      | - 1960 Ali ibn Abd Allah Al Sani 1971 |
| Prezydent Kolumbii                                               | - 1958 Alberto Lleras Camargo 1962 - 1962 Guillermo León Valencia 1966                                                                            |
| Prezydent Konga                                                  | - 1960 Fulbert Youlou 1963 |
| Patriarcha Konstantynopola                                       | - 1948 Atenagoras I 1972 |
| Prezydent Korei Południowej                                      | - 1960 Yun Bo-seon 1962 |
| Premier KRLD                                                     | - 1948 Kim Il Sŏng 1972 |
| Prezydent Kostaryki                                              | - 1958 Mario Echandi Jiménez 1962 - 1962 Francisco Orlich Bolmarcich 1966                                                                         |
| Prezydent Kuby                                                   | - 1959 Osvaldo Dorticós Torrado 1976 |
| Premier Kuby                                                     | - 1959 Fidel Castro 1976 |
| Emir Kuwejtu                                                     | - 1961 Abd Allah III 1965 |
| Premier Kuwejtu                                                  | - 1962 Abd Allah III as-Salim as-Sabah 1963 |
| Król Laosu                                                       | - 1959 Savang Vatthana 1975 |
| Prezydent Libanu                                                 | - 1958 Fuad Szihab 1964 |
| Premier Libanu                                                   | - 1961 Raszid Karami 1964 |
| Prezydent Liberii                                                | - 1944 William Tubman 1971 |
| Król Libii                                                       | - 1951 Idris I 1969 |
| Premier Libii                                                    | - 1960 Muhammad Usman as-Sajd 1963 |
| Książę Liechtensteinu                                            | - 1938 Franciszek Józef II 1989 |
| Premier Liechtensteinu                                           | - 1945 Alexander Frick 1962 - 1962 Gerard Batliner 1970                                                                                           |
| Premier Litwyna emigracji                                        | - 1940 Stasys Lozoraitis 1983 |
| Wielki książę Luksemburga                                        | - 1919 Szarlotta 1964 |
| Premier Luksemburga                                              | - 1959 Pierre Werner 1974 |
| Prezydent Madagaskaru                                            | - 1960 Philibert Tsiranana 1972 |
| Król Malezji                                                     | - 1960 Putra 1965 |
| Premier Malezji                                                  | - 1957 Tunku Abdul Rahman 1970 |
| Prezydent Mali                                                   | - 1960 Modibo Keïta 1968 |
| Premier Mali                                                     | - 1960 Modibo Keïta 1965 |
| Premier Malty                                                    | - 1962 George Borg Olivier 1971 |
| Król Maroka                                                      | - 1961 Hassan II 1999 |
| Premier Maroka                                                   | - 1960 wakat 1963 |
| Prezydent Mauretanii                                             | - 1960 Muchtar wuld Dadda 1978 |
| Premier Mauretanii                                               | - 1961 urząd zniesiony 1979 |
| Prezydent Meksyku                                                | - 1958 Adolfo López Mateos 1964 |
| Książę Monako                                                    | - 1949 Rainier III 2005 |
| Minister stanu Monako                                            | - 1959 Émile Pelletier 1962 - 1962 Pierre Blanchy (p.o.) 1963                                                                                     |
| Przewodniczący Prezydium Wielkiego Churału Ludowego Mongolii     | - 1960 Dżamsrangijn Sambuu 1972 |
| Premier Mongolii                                                 | - 1952 Jumdżaagijn Cedenbal 1974 |
| Sekretarz generalny NATO                                         | - 1961 Dirk Stikker (Holandia) 1964 |
| Król Nepalu                                                      | - 1955 Mahendra 1972 |
| Premier Nepalu                                                   | - 1960 Tulsi Giri 1963 |
| Prezydent Niemiec                                                | - 1959 Heinrich Lübke 1969 |
| Kanclerz Niemiec                                                 | - 1949 Konrad Adenauer 1963 |
| Prezydent Nigru                                                  | - 1960 Hamani Diori 1974 |
| Prezydent Nikaragui                                              | - 1956 Luis Somoza Debayle 1963 |
| Król Norwegii                                                    | - 1957 Olaf V 1991 |
| Premier Norwegii                                                 | - 1955 Einar Gerhardsen 1963 |
| Premier Nowej Zelandii                                           | - 1960 Keith Holyoake 1972 |
| Przewodniczący Rady Państwa NRD                                  | - 1960 Walter Ulbricht 1973 |
| Premier NRD                                                      | - 1949 Otto Grotewohl 1964 |
| Sułtan Omanu                                                     | - 1932 Sa’id ibn Tajmur 1970 |
| Sekretarz generalny ONZ                                          | - 1961 U Thant (Birma) 1971 |
| Prezydent Pakistanu                                              | - 1958 Muhammad Ayub Khan 1969 |
| Premier Pakistanu                                                | - 1958 urząd zniesiony 1971 |
| Prezydent Panamy                                                 | - 1960 Roberto Francisco Chiari Remón 1964 |
| Papież                                                           | - 1958 Jan XXIII 1963 |
| Prezydent Paragwaju                                              | - 1954 gen. Alfredo Stroessner 1989 |
| Prezydent Peru                                                   | - 1956 Manuel Prado Ugarteche 1962 - 1962 Ricardo Pérez Godoy 1963                                                                                |
| Prezydent Południowej Afryki                                     | - 1961 Charles Swart 1967 |
| Premier Południowej Afryki                                       | - 1958 Hendrik Frensch Verwoerd 1966 |
| Prezydent Portugalii                                             | - 1958 Américo Tomás 1974 |
| Premier Portugalii                                               | - 1932 António de Oliveira Salazar 1968 |
| Sekretarz generalny Rady Europy                                  | - 1957 Lodovico Benvenuti (Włochy) 1964 |
| Prezydent Republiki Środkowoafrykańskiej                         | - 1960 David Dacko 1966 |
| Premier Republiki Środkowoafrykańskiej                           | - 1960 urząd zniesiony 1975 |
| Prezydent Rumunii                                                | - 1961 Gheorghe Gheorghiu-Dej 1965 |
| Premier Rumunii                                                  | - 1961 Ion Gheorghe Maurer 1974 |
| Prezydent Rwandy                                                 | - 1962 Grégoire Kayibanda 1973 |
| Prezydent Salwadoru                                              | - 1962 Eusebio Rodolfo Cordón Cea (p.o.) 1962 - 1962 Julio Adalberto Rivera Carballo 1967                                                         |
| O le Ao o le Malo Samoa                                          | - 1962 Tupua Tamasese Meaʻole 1963 - 1962 Malietoa Tanumafili II 2007                                                                             |
| Premier Samoa                                                    | - 1959 Mataʻafa Mulinuʻu II 1970 |
| Kapitanowie regenci San Marino                                   | - 1961 Giovanni Vito Marcucci Pio Galassi 1962 - 1962 Domenico Forcellini Francesco Valli 1962 - 1962 Antonio Maria Morganti Agostino Biordi 1963 |
| Sekretarz Stanu do spraw Politycznych i Zagranicznych San Marino | - 1957 Federico Bigi 1972 |
| Prezydent Senegalu                                               | - 1960 Léopold Sédar Senghor 1980 |
| Premier Senegalu                                                 | - 1960 Mamadou Dia 1962 - 1962 urząd zniesiony 1970                                                                                               |
| Premier Sierra Leone                                             | - 1961 Milton Margai 1964 |
| Prezydent Somalii                                                | - 1960 Aden Abdullah Osman Daar 1967 |
| Premier Somalii                                                  | - 1960 Abdirashid Ali Shermarke 1964 |
| Premier Sri Lanki                                                | - 1960 Sirimavo Bandaranaike 1965 |
| Prezydent Sudanu                                                 | - 1958 Ibrahim Abbud 1964 |
| Premier Sudanu                                                   | - 1958 Ibrahim Abbud 1964 |
| Prezydent Syrii                                                  | - 1961 Nazim al-Kudsi 1963 |
| Premier Syrii                                                    | - 1961 Maruf ad-Dawalibi 1962 - 1962 Baszir al-Azma 1962 - 1962 Chalid al-Azm 1963                                                                |
| Prezydent Szwajcarii                                             | - 1962 Paul Chaudet 1962 |
| Król Szwecji                                                     | - 1950 Gustaw VI Adolf 1973 |
| Premier Szwecji                                                  | - 1946 Tage Erlander 1969 |
| Król Tajlandii                                                   | - 1946 Bhumibol Adulyadej 2016 |
| Premier Tajlandii                                                | - 1958 Sarit Thanarat 1963 |
| Prezydent Tajwanu                                                | - 1950 Czang Kaj-szek 1975 |
| Prezydent Togo                                                   | - 1960 Sylvanus Olympio 1963 |
| Premier Togo                                                     | - 1961 urząd zniesiony 1991 |
| Król Tonga                                                       | - 1918 Salote Tupou III 1965 |
| Premier Tonga                                                    | - 1949 Taufaʻahau Tupou IV 1965 |
| Premier Trynidadu i Tobago                                       | - 1962 Eric Williams 1981 |
| Prezydent Tunezji                                                | - 1957 Habib Burgiba 1987 |
| Premier Tunezji                                                  | - 1957 urząd zniesiony 1969 |
| Prezydent Turcji                                                 | - 1960 Cemal Gürsel 1966 |
| Premier Turcji                                                   | - 1961 İsmet İnönü 1965 |
| Prezydent Ugandy                                                 | - 1962 Edward Mutesa 1966 |
| Premier Ugandy                                                   | - 1962 Benedicto Kiwanuka 1962 - 1962 Milton Obote 1966                                                                                           |
| Prezydent Urugwaju                                               | - 1955 Narodowa Rada Rządowa 1967 |
| Prezydent USA                                                    | - 1961 John F. Kennedy 1963 |
| Prezydent Wenezueli                                              | - 1959 Rómulo Betancourt 1964 |
| Prezydent Węgier                                                 | - 1952 István Dobi 1967 |
| Premier Węgier                                                   | - 1961 János Kádár 1965 |
| Monarcha Wielkiej Brytanii                                       | - 1952 Elżbieta II 2022 |
| Premier Wielkiej Brytanii                                        | - 1957 Harold Macmillan 1963 |
| Prezydent Wietnamu Północnego                                    | - 1945 Hồ Chí Minh 1969 |
| Premier Wietnamu Północnego                                      | - 1955 Phạm Văn Đồng 1976 |
| Prezydent Wietnamu Południowego                                  | - 1955 Ngô Đình Diệm 1963 |
| Prezydent Włoch                                                  | - 1955 Giovanni Gronchi 1962 - 1962 Antonio Segni 1964                                                                                            |
| Premier Włoch                                                    | - 1960 Amintore Fanfani 1963 |
| Prezydent WKS                                                    | - 1960 Félix Houphouët-Boigny 1993 |
| Premier WKS                                                      | - 1960 urząd zniesiony 1990 |
| Przywódca ZSRR                                                   | - 1953 Nikita Chruszczow 1964 |
| Premier ZSRR                                                     | - 1958 Nikita Chruszczow 1964 |

Rok 1962 / MCMLXII
stulecia: XIX wiek ~
XX wiek ~
XXI wiek

dziesięciolecia:
1930–1939 •
1940–1949 •
1950–1959 •
1960–1969
• 1970–1979
• 1980–1989
• 1990–1999

lata: 1952 «
1957 «
1958 «
1959 «
1960 «
1961 «
1962
» 1963
» 1964
» 1965
» 1966
» 1967
» 1972

## Wydarzenia w Polsce
- 8 stycznia – Instytut Literacki w Paryżu rozpoczął edycję „Zeszytów Historycznych”.
- 11 stycznia – premiera filmu Dotknięcie nocy.
- 14 stycznia – arcybiskup metropolita gnieźnieński i prymas Polski Józef Kowalczyk otrzymał święcenia kapłańskie.
- 15 stycznia – została uruchomiona latarnia morska Kikut.
- 3 lutego:
  - władze zamknęły Klub Krzywego Koła.
  - powstało Państwowe Muzeum im. Przypkowskich w Jędrzejowie.
- 15 lutego – Sejm uchwalił ustawę o obywatelstwie. Zakaz posiadania podwójnego obywatelstwa odbiera obywatelstwo polskie emigrantom.
- 18 lutego – w Zakopanem rozpoczęły się Mistrzostwa Świata w Narciarstwie Klasycznym.
- 21 lutego – na szlaku Babiak-Lipie Góry, w momencie mijania się pociągu prowadzonego parowozem Ty246-17 z pociągiem pośpiesznym nastąpiła eksplozja kotła w parowozie. Zginęła drużyna parowozowa a kilkunastu pasażerów pociągu pośpiesznego zostało rannych.
- 22 lutego – uruchomiono rurociąg „Przyjaźń”, łączący Związek Radziecki, Polskę i NRD.
- 9 marca – premiera nominowanego do Oscara filmu Nóż w wodzie w reżyserii Romana Polańskiego, według scenariusza współtworzonego przez Jerzego Skolimowskiego, Kubę Goldberga i samego reżysera, z muzyką Krzysztofa Komedy.
- 24 marca – w gdańskim klubie „Żak” odbył się pierwszy występ grupy Niebiesko-Czarni.
- 1 kwietnia – audycja Mój magnetofon Mateusza Święcickiego zainaugurowała regularną emisję Programu III Polskiego Radia.
- 24 kwietnia – dokonano oblotu samolotu wielozadaniowego PZL-104 Wilga.
- 21 maja – założono Polskie Towarzystwo Cybernetyczne.
- 6 czerwca – w Warszawie otwarto „Supersam”, pierwszy w Polsce wielkopowierzchniowy sklep samoobsługowy.
- 1 lipca – Wisła uzyskała prawa miejskie.
- 7 lipca – Czarna Wieś otrzymała prawa miejskie i nazwę Czarna Białostocka.
- 18 lipca – 36 miejscowości otrzymało prawa miejskie.
- 20 lipca – w Warszawie sprinterka Teresa Ciepły ustanowiła rekord Polski w biegu na 100 m wynikiem 11,5 s.
- 27 lipca – powstał klub piłkarski Narew Ostrołęka.
- 2 września – biegacz Jerzy Kowalski ustanowił rekord Polski w biegu na 400 m wynikiem 46,0 s.
- 9 września – konsekracja katedry Wniebowzięcia Najświętszej Maryi Panny w Gorzowie Wielkopolskim.
- 16 września:
  - biegaczka Janina Piórko ustanowiła rekord Polski w biegu na 400 m wynikiem 55,7 s.
  - biegaczka Krystyna Nowakowska ustanowiła rekord Polski w biegu na 800 m wynikiem 2:05,8 s.
- 19 sierpnia – napad na bank w Wołowie: rabusie skradli banknoty o wartości ponad 12 mln zł (średnia pensja wówczas wynosiła ok. 2000 zł).
- 2 października – Telewizja Polska wyemitowała pierwszą dobranockę, Jacek i Agatka.
- 9 października:
  - podczas Wielkiej Parady Wojsk Układu Warszawskiego w Szczecinie doszło do tragicznego wypadku, polski czołg rozjechał gąsienicami siedmioro dzieci i poranił 21 osób.
  - katastrofa kolejowa pod Piotrkowem Trybunalskim: 34 osoby zginęły, a 67 zostało rannych w wyniku zderzenia dwóch pociągów pośpiesznych.
- 12 października – uruchomiono pierwszy blok elektrowni Halemba.
- 12 listopada – premiera filmu O dwóch takich, co ukradli księżyc według powieści Kornela Makuszyńskiego.
- 13 listopada – powstała Liga Obrony Kraju.
- 15 listopada – Warszawa: oddano do użytku odbudowaną po wojnie zachodnią Halę Mirowską.
- 1 grudnia – Kościół Narodzenia Najświętszej Maryi Panny w Warszawie, w związku z budową trasy W-Z i poszerzaniem ulicy Leszno (w tym czasie Al. gen. K. Świerczewskiego), w nocy z 30 listopada na 1 grudnia został przesunięty o 21 metrów do tyłu.
- 4 grudnia – we Wrocławiu rozpoczął się proces 6 sprawców napadu na bank w Wołowie.
- 5 grudnia – w Mińsku Mazowieckim w wyniku zderzenia autobusu PKS do Siennicy z pociągiem pośpiesznym relacji Moskwa – Berlin zginęło 9 osób, 20 było rannych, w tym 12 ciężko[1][2].
- 14 grudnia – wystartowała Telewizja Wrocław.
- 19 grudnia – 33 osoby zginęły, gdy wracający z Brukseli samolot rejsowy PLL LOT Vickers Viscount rozbił się podczas podchodzenia do lądowania na stołecznym lotnisku na Okęciu.
- 22 grudnia – premiera filmu Klub kawalerów.
- 29 grudnia – ukazał się pierwszy tom „Wielkiej Encyklopedii Powszechnej”, wydawanej przez PWN i obliczonej na 13 tomów.
- Powstały kluby sportowe: GKS Jastrzębie, Pogoń Leżajsk i KS Toruń.
- Szczawnica otrzymała prawa miejskie.

## Wydarzenia na świecie
- 1 stycznia:
  - Francja objęła prezydencję w Radzie Unii Europejskiej.
  - Samoa Zachodnie uzyskało niepodległość (od Nowej Zelandii).
- 2 stycznia – rozpoczęło działalność Stowarzyszenie Wolnego Handlu Ameryki Łacińskiej (LAFTA).
- 4 stycznia – Organizacja Państw Amerykańskich zniosła sankcje dyplomatyczne wobec Dominikany.
- 7 stycznia – w Makassar na wyspie Celebes doszło do nieudanej próby zamachu na prezydenta Indonezji Sukarno.
- 8 stycznia:
  - Instytut Literacki w Paryżu rozpoczął wydawanie Zeszytów Historycznych.
  - w Narodowej Galerii Sztuki w Waszyngtonie wystawiono po raz pierwszy w Ameryce obraz Leonarda da Vinciego Mona Lisa.
  - w wyniku zderzenia pociągów w Harmelen pod Utrechtem w Holandii zginęły 93 osoby, a 54 zostały ranne.
- 10 stycznia – około 4 tys. osób zginęło po zejściu lawiny śnieżnej z andyjskiego szczytu Huascarán w Peru.
- 11 stycznia – w bazie radzieckiej Floty Północnej Polarnyj doszło do wywołanej pożarem eksplozji 11 torped na okręcie podwodnym dalekiego zasięgu z napędem diesel-elektrycznym B-37, która uszkodziła też znajdujący się obok okręt podwodny S-350. W katastrofie śmierć poniosło 59 członków załogi B-37, 19 członków załogi S-350 i 44 inne osoby.
- 14 stycznia – Rada Ministrów EWG przyjęła pierwsze zasady Wspólnej Polityki Rolnej.
- 15 stycznia:
  - bitwa morska na Morzu Arafura – starcie wojsk Holandii i Indonezji.
  - Stany Zjednoczone zgłosiły propozycję utworzenia Wspólnoty Atlantyckiej.
  - pod greckimi Salonikami odkryto Papirus z Derveni, najstarszy znany zachowany tekst literacki w Europie.
- 18 stycznia – Francja przedstawiła tzw. drugi plan Foucheta dotyczący integracji krajów zachodnioeuropejskich.
- 22 stycznia – Organizacja Państw Amerykańskich zawiesiła Kubę w prawach członka.
- 26 stycznia – NASA wystrzeliła sondę księżycową Ranger 3.
- 31 stycznia:
  - Kuba została usunięta z Organizacji Państw Amerykańskich.
  - w „The Star Club” w Hamburgu odbył się ostatni koncert zespołu The Beatles, zarejestrowany na dwuśladowym magnetofonie, wydany potem na płycie „The Beatles Live! At The Star Club In Hamburg, Germany”.
- 2 lutego – w ZSRR dokonano podziemnej próby atomowej.
- 3 lutego:
  - transatlantyk SS „France” wypłynął z Hawru w swój dziewiczy rejs do Nowego Jorku.
  - w Christchurch Nowozelandczyk Peter Snell ustanowił rekord świata w biegu na 800 m wynikiem 1:44,3 s.
- 7 lutego:
  - USA wprowadziło embargo na handel z Kubą.
  - 299 górników zginęło w wyniku eksplozji w kopalni węgla kamiennego w Völklingen w niemieckim Zagłębiu Saary.
- 8 lutego:
  - paryska policja zamordowała 9 związkowców uczestniczących w demonstracji przeciwko OAS.
  - w południowym Wietnamie zostało ustanowione Dowództwo Pomocy Wojskowej USA.
- 9 lutego – Hiszpania złożyła wniosek o stowarzyszenie z EWG.
- 10 lutego – zestrzelony nad ZSRR w maju 1960 roku pilot amerykańskiego samolotu szpiegowskiego U-2 Gary Powers został wymieniony w Berlinie na radzieckiego szpiega, Williama Fishera.
- 13 lutego – Heinrich Harrer, Temple, Kippax i Huizenga dokonali pierwszego wejścia na najwyższy szczyt Oceanii – Puncak Jaya (4884 m n.p.m.).
- 17 lutego – w Hamburgu, w wyniku powodzi wywołanej sztormem na Morzu Północnym, zginęło ponad 300 osób.
- 20 lutego – do pierwszego amerykańskiego lotu orbitalnego wystartowała misja Mercury-Atlas 6. John Glenn został trzecim amerykańskim astronautą.
- 21 lutego – w Zurychu odbyła się premiera sztuki Fizycy Friedricha Dürrenmatta.
- 1 marca:
  - w Pakistanie ogłoszono nową konstytucję wprowadzająca silną władzę prezydencką.
  - 95 osób zginęło w katastrofie Boeinga 707 w Nowym Jorku.
- 2 marca:
  - generał Ne Win dokonał zamachu stanu i przejął władzę w Birmie.
  - Wilt Chamberlain zdobył 100 punktów w meczu NBA z New York Knicks.
- 3 marca:
  - utworzono Brytyjskie Terytorium Antarktyczne.
  - w Perth, Australijka Dixie Willis ustanowiła rekord świata w biegu na 800 m wynikiem 2:01,2 s.
- 4 marca – 111 osób zginęło w katastrofie samolotu Douglas DC-7 szkockich linii Caledonian Airways w Kamerunie.
- 7 marca – wystrzelono amerykańskie satelitarne obserwatorium słoneczne OSO 1
- 13 marca – Amerykańskie Kolegium Połączonych Szefów Sztabów przedstawiło sekretarzowi obrony Robertowi McNamarze plany tzw. operacji Northwoods pod fałszywą flagą, zakładającej przeprowadzenie przez CIA i inne agencje rządowe ataków terrorystycznych w miastach USA, które miałyby zwiększyć poparcie publiczne dla planowanej wojny przeciwko Kubie.
- 15 marca:
  - Bell Canada jako pierwsza firma na świecie zaoferowała komercyjne połączenia faksowe.
  - w katastrofie amerykańskiego samolotu Lockheed Constellation nad Morzem Filipińskim zginęło 107 osób.
- 18 marca:
  - podpisany został francusko-algierski układ pokojowy w Evian-les-Bains.
  - francuski utwór Un premier amour w wykonaniu Isabelle Aubret zwyciężył w 7. Konkursie Piosenki Eurowizji w Luksemburgu.
- 22 marca – prezydent Korei Południowej Yun Bo-seon ustąpił z urzędu.
- 27 marca – naukowcy z uniwersytetu w japońskiej Chibie wyizolowali z nerki dorosłego osobnika kotawca zielonosiwego linię komórkową Vero, która umożliwia produkcję szczepionek przeciwko chorobom wirusowym.
- 29 marca – José María Guido został prezydentem Argentyny.
- 4 kwietnia – U Nu został premierem Birmy.
- 6 kwietnia – został wystrzelony radziecki satelita technologiczny Kosmos 2.
- 7 kwietnia – 1179 kubańskich emigrantów, wziętych do niewoli po nieudanej inwazji w Zatoce Świń w kwietniu 1961 roku, zostało skazanych przez kubański sąd na wyroki po 30 lat pozbawienia wolności za zdradę.
- 9 kwietnia – odbyła się 34. ceremonia wręczenia Oscarów.
- 12 kwietnia – premiera filmu Przylądek strachu.
- 13 kwietnia – Ahti Karjalainen został premierem Finlandii.
- 14 kwietnia – Georges Pompidou został premierem Francji.
- 22 kwietnia – 40 osób zginęło w katastrofie samolotu C-47 w górach na zachodzie Kolumbii.
- 23 kwietnia – została wystrzelona amerykańska sonda księżycowa Ranger 4.
- 24 kwietnia – został wystrzelony radziecki satelita technologiczny Kosmos 3.
- 26 kwietnia:
  - NASA: sonda Ranger 4 rozbiła się o powierzchnię Księżyca.
  - został wystrzelony pierwszy międzynarodowy, amerykańsko-brytyjski satelita Ariel 1.
- 28 kwietnia – francuska wyprawa dokonała pierwszego wejścia na himalajski siedmiotysięcznik Jannu.
- 2 maja – Brian Jones zamieścił ogłoszenie w czasopiśmie muzycznym Jazz News o naborze muzyków do nowo powstającego zespołu (późniejszego The Rolling Stones).
- 6 maja:
  - Operacja Frigate Bird: okręt podwodny USS Ethan Allen po raz pierwszy i jedyny w historii przeprowadził pełny test amerykańskiego systemu balistycznego Polaris.
  - Marcin de Porrès został kanonizowany przez papieża Jana XXIII.
- 8 maja – zwodowano atomowy okręt podwodny USS „Lafayette”.
- 11 maja:
  - powstało Radio Białoruś nadające programy dla zagranicy.
  - Antonio Segni został prezydentem Włoch.
- 14 maja – odbył się ślub księcia Jana Karola i księżniczki greckiej i duńskiej Zofii, późniejszej hiszpańskiej pary królewskiej.
- 19 maja – podczas imprezy z okazji zbliżających się 45-tych urodzin prezydenta Johna F. Kennedy’ego, odbywającej się w Madison Square Garden(inne języki) w Nowym Jorku, Marilyn Monroe wykonała dedykowany mu utwór Happy Birthday to You.
- 22 maja – 45 osób zginęło pod Centerville w stanie Iowa w wyniku wybuchu bomby na pokładzie lecącego z Chicago do Kansas City Boeinga 707 linii Continental Airlines. Jak wykazało śledztwo, bombę zdetonował jeden z pasażerów, który wcześniej ubezpieczył się wysoko na życie.
- 24 maja – odbył się lot Mercury-Atlas 7 z czwartym amerykańskim astronautą, Scottem Carpenterem.
- 30 maja:
  - dokonano oblotu myśliwca Su-15.
  - w Chile rozpoczęły się VII Mistrzostwa Świata w Piłce Nożnej.
- 31 maja – została rozwiązana Federacja Indii Zachodnich.
- 1 czerwca:
  - wybuchł bunt robotników w Nowoczerkasku.
  - w Izraelu powieszono Adolfa Eichmanna, zbrodniarza hitlerowskiego.
- 2 czerwca:
  - radzieckie wojsko i siły bezpieczeństwa stłumiły rozruchy robotnicze w Nowoczerkasku. Od kul dum-dum zginęło ok. 100 osób.
  - Arabia Saudyjska zniosła niewolnictwo.
- 3 czerwca – należący do Air France samolot pasażerski Boeing 707 rozbił się krótko po starcie z paryskiego lotniska, zginęło 130 osób.
- 7 czerwca – Mongolia wstąpiła do Rady Wzajemnej Pomocy Gospodarczej (RWPG).
- 9 czerwca – proklamowano Republikę Tanganiki.
- 10 czerwca – Zgromadzenie Ogólne ONZ potępiło rasistowską politykę apartheidu stosowaną przez rząd RPA.
- 11 czerwca – doszło do najsłynniejszej próby ucieczki trzech więźniów z Alcatraz.
- 13 czerwca:
  - na Cyprze wykonano trzy ostatnie wyroki śmierci.
  - premiera filmu Lolita w reżyserii Stanleya Kubricka.
- 22 czerwca – w katastrofie lotu Air France 117 na Gwadelupie zginęło wszystkich 113 osób na pokładzie.
- 26 czerwca – założono hiszpański klub piłkarski SD Compostela.
- 27 czerwca – założono holenderski klub piłkarski Roda JC Kerkrade.
- 28 czerwca – 81 osób zginęło w katastrofie samolotu An-10 pod Soczi.
- 30 czerwca – 84 osoby zginęły w katastrofie samolotu Tu-104A pod Krasnojarskiem.
- 1 lipca:
  - Włochy objęły prezydencję w Radzie Unii Europejskiej
  - Burundi i Rwanda uzyskały niepodległość od Belgii.
- 2 lipca – Sam Walton założył pierwszy sklep, który dał początek sieci supermarketów Wal-Mart.
- 3 lipca – zakończyła się wojna o niepodległość Algierii.
- 5 lipca – w wyniku powszechnego referendum Algieria uzyskała niepodległość.
- 6 lipca – w wyniku próbnego wybuchu jądrowego na poligonie w Nevadzie powstał widoczny z kosmosu krater Sedan.
- 7 lipca – 94 osoby zginęły w katastrofie lotu Alitalia 771 w okolicach miasta Junnar w Indiach.
- 10 lipca – z kosmodromu Cape Canaveral wystrzelono należącego do AT&T pierwszego prywatnego satelitę telekomunikacyjnego, Telstar 1.
- 11 lipca – pierwsza transatlantycka transmisja telewizji satelitarnej.
- 12 lipca – w londyńskim Marquee Club odbył się pierwszy publiczny występ grupy The Rolling Stones.
- 14 lipca – ukończono drążenie tunelu pod Mont Blanc.
- 22 lipca – amerykańska sonda wenusjańska Mariner 1, z powodu zboczenia z kursu rakiety nośnej, została zniszczona krótko po starcie.
- 23 lipca:
  - pierwszy transkontynentalny (Francja-Stany Zjednoczone) przekaz obrazu telewizyjnego przy użyciu satelity telekomunikacyjnego (Telstar 1).
  - zakończyła się konferencja genewska w sprawie Laosu.
- 28 lipca – 81 osób zginęło w katastrofie samolotu An-10 w Soczi.
- 5 sierpnia – Nelson Mandela został osadzony w więzieniu, gdzie pozostał aż do roku 1990.
- 6 sierpnia – Jamajka ogłosiła niepodległość od Wielkiej Brytanii; w tym samym dniu przyjęto flagę narodową Jamajki.
- 7 sierpnia – Frances Oldham Kelsey, urzędniczka amerykańskiej Agencji Żywności i Leków, została wyróżniona „President’s Award for Distinguished Federal Civilian Service” za niedopuszczenie do wprowadzenia talidomidu do obrotu na terenie Stanów Zjednoczonych.
- 11 sierpnia – rozpoczęła się trzecia radziecka załogowa misja kosmiczna Wostok 3.
- 12 sierpnia – został wystrzelony Wostok 4 z czwartym radzieckim kosmonautą.
- 16 sierpnia:
  - Algieria została członkiem Ligi Państw Arabskich.
  - perkusista Pete Best został wyrzucony z grupy The Beatles.
- 22 sierpnia – na przedmieściach Paryża doszło do nieudanego zamachu OAS na prezydenta Charles’a de Gaulle’a.
- 25 sierpnia – została wystrzelona sonda wenusjańska Sputnik 19. Z powodu awarii rakiety pozostała na orbicie okołoziemskiej.
- 27 sierpnia – NASA wystrzeliła w kierunku Wenus sondę Mariner 2; udana misja pozwoliła m.in. na stwierdzenie braku pola magnetycznego wokół tej planety.
- 31 sierpnia – Trynidad i Tobago otrzymał niepodległość od Wielkiej Brytanii.
- 2 września – w katastrofie samolotu Tu-104 pod Chabarowskiem zginęło 86 osób.
- 4 września – The Beatles dokonali pierwszego nagrania w ostatecznym składzie; piosenka Love Me Do z Ringo Starrem jako perkusistą znalazła się na debiutanckim albumie zespołu, zatytułowanym Please Please Me.
- 8 września – Rosjanie rozpoczęli rozlokowywanie rakiet na Kubie.
- 12 września – wystrzelono niedoszłą sondę wenusjańską Sputnik 21.
- 18 września – Burundi, Jamajka, Rwanda oraz Trynidad i Tobago zostały członkami ONZ.
- 23 września – powstała węgierska grupa rockowa Omega.
- 25 września – na inauguracyjnym posiedzeniu Zgromadzenia Narodowego proklamowano Ludowo-Demokratyczną Republikę Algierii; premierem został Ahmad Ben Bella.
- 26 września – proklamowano Jemeńską Republikę Arabską.
- 29 września – pierwszy kanadyjski satelita Alouette 1 rozpoczął swą misję.
- 1 października – wystartowała pierwsza sonda marsjańska Mars 1, wystrzelona przez ZSRR.
- 2 października – w zakładach w Hanowerze został wyprodukowany milionowy Volkswagen Transporter.
- 3 października
  - Walter Schirra na pokładzie statku Mercury-Atlas 8 jako trzeci Amerykanin odbył lot w kosmos.
  - w Nigerii spadł meteoryt Zagami pochodzenia marsjańskiego.
- 5 października
  - odbyła się premiera filmu Doktor No.
  - ukazał się pierwszy singiel grupy The Beatles – Love Me Do.
- 8 października – Algieria została członkiem ONZ.
- 9 października – Uganda uzyskała niepodległość (od Wielkiej Brytanii).
- 11 października – rozpoczął obrady zwołany przez papieża Jana XXIII II Sobór Watykański.
- 14 października – amerykański samolot zwiadowczy wykrył na Kubie radzieckie rakiety średniego zasięgu.
- 15 października – początek kryzysu kubańskiego.
- 18 października – została wystrzelona amerykańska sonda księżycową Ranger 5.
- 19/20 października – wojna chińsko-indyjska: w nocy wojska chińskie przystąpiły do ofensywy odrębnie w dwóch kierunkach: w Aksai Chin i w NEFA.
- 22 października:
  - kryzys kubański: prezydent John F. Kennedy wprowadził blokadę morską Kuby.
  - pod zarzutem szpiegostwa na rzecz USA i Wielkiej Brytanii aresztowano Olega Pieńkowskiego, wysokiego oficera radzieckiego wywiadu wojskowego GRU.
- 24 października:
  - nieudana próba wystrzelenia sondy marsjańskiej Sputnik 22.
  - James Brown nagrał album „Live At The Apollo”.
- 25 października:
  - kryzys kubański: podczas posiedzenia Rady Bezpieczeństwa ONZ amerykański ambasador Adlai Stevenson przedstawił zdjęcia radzieckich instalacji rakietowych na Kubie.
  - Uganda została członkiem ONZ.
- 26 października – premiera filmu Co się zdarzyło Baby Jane?
- 27 października – nad Kubą zestrzelono amerykański samolot rozpoznawczy U-2. Pilot Rudolf Anderson został jedyną ofiarą śmiertelną kryzysu kubańskiego, wyłączając zabitych w wypadkach.
- 28 października – kryzys kubański: Nikita Chruszczow ogłosił, że zostaną wycofane radzieckie wyrzutnie rakietowe z Kuby.
- 1 listopada – ZSRR: wystrzelono międzyplanetarną sondę kosmiczną Mars 1.
- 8 listopada – premiera filmu Bunt na Bounty.
- 9 listopada – władze USRR zmieniły nazwę miasta „Stanisławów” (nadaną w 1662 r. przez założyciela, Andrzeja Potockiego na cześć jego ojca, Stanisława „Rewery” Potockiego), na Iwano-Frankiwsk – dla uhonorowania Iwana Franki, literata i działacza socjalistycznego.
- 11 listopada – uchwalono konstytucję Kuwejtu.
- 12 listopada – na japońskiej wyspie Honsiu utworzono Park Narodowy Hakusan.
- 17 listopada – otwarto Port lotniczy Waszyngton-Dulles.
- 20 listopada:
  - z Kuby usunięte zostały radzieckie rakiety. Koniec kryzysu kubańskiego. Stany Zjednoczone zniosły blokadę Kuby.
  - zakończyła się wojna chińsko-indyjska.
- 21 listopada:
  - zawieszenie broni w wojnie chińsko-indyjskiej.
  - założono miasto Arad w Izraelu.
- 27 listopada:
  - Todor Żiwkow został premierem Bułgarii.
  - w katastrofie brazylijskiego Boeinga 707 w Limie zginęło 97 osób.
- 29 listopada – podpisano francusko-brytyjską umowę o budowie samolotu Concorde.
- 30 listopada – birmański polityk U Thant został wybrany na sekretarza generalnego ONZ.
- 9 grudnia:
  - francuski ksiądz Piotr Julian Eymard został kanonizowany przez papieża Jana XXIII.
  - utworzono Park Narodowy Skamieniałego Lasu w Arizonie.
- 10 grudnia – premiera filmu Lawrence z Arabii, historycznego obrazu opartego na losach brytyjskiego oficera działającego w czasie I wojny światowej na Bliskim Wschodzie.
- 13 grudnia – NASA wystrzeliła pierwszego satelitę telekomunikacyjnego Relay 1.
- 14 grudnia:
  - NASA: sonda Mariner 2 jako pierwszy ziemski obiekt zbliżyła się do Wenus.
  - na pokładzie liniowca SS „France” dotarł do Nowego Jorku wypożyczony z paryskiego Luwru i ubezpieczony na 100 mln dolarów obraz Leonarda da Vinci Mona Lisa.
  - w katastrofie samolotu Lockheed Constellation pod brazylijskim Manaus zginęło 50 osób.
- 17 grudnia – weszła w życie Konstytucja Monako.
- 20 grudnia – Juan Bosch zwyciężył w pierwszych od 1924 roku wyborach prezydenckich na Dominikanie.
- 21 grudnia:
  - Fidel Castro i amerykański negocjator James B. Donovan podpisali porozumienie o zwolnieniu ponad tysiąca jeńców z inwazji w Zatoce Świń, w zamian za leki i żywność o wartości 53 mln dolarów.
  - utworzono najstarszy norweski Park Narodowy Rondane.
- 24 grudnia – Kuba wymieniła ze Stanami Zjednoczonymi 1100 więźniów zatrzymanych podczas inwazji w Zatoce Świń na lekarstwa i produkty żywnościowe.
- 25 grudnia – premiera filmu Zabić drozda.
- 26 grudnia – Chiny i Mongolia zawarły traktat graniczny.
- 28 grudnia – trzęsienie ziemi w Pakistanie pochłonęło około 5000 ofiar.

## Urodzili się
- 1 stycznia:
  - Delfim Gomes, portugalski duchowny katolicki
  - Małgorzata Grabowska-Kozera, polska działaczka opozycji w PRL
  - Mo Hayder, brytyjska pisarka, autorka kryminałów i thrillerów (zm. 2021)
  - Dariusz Kobylański, polski koszykarz
  - Konrad Materna, polski piosenkarz, bard, aktor, lalkarz, poeta, pedagog
  - Mieczysław Mularczyk, polski samorządowiec, wójt gminy Przelewice
  - Jarosław Narkiewicz, litewski nauczyciel, samorządowiec, polityk, działacz polskiej mniejszości narodowej
  - Tadeusz Wnuk, polski aktor
  - Nematdżan Zakirow, kirgiski piłkarz, trener
- 2 stycznia:
  - Chris Boltendahl, niemiecki wokalista heavymetalowy, członek zespołu Grave Digger
  - Thomas Gerull, niemiecki szpadzista
  - Cristieana Matei, rumuńska lekkoatletka, płotkarka i biegaczka średniodystansowa
  - Adłan Warajew, rosyjski zapaśnik (zm. 2016)
- 3 stycznia:
  - Krzysztof Felczak, polski siatkarz, trener
  - Serafino Parisi, włoski duchowny katolicki
  - Witold Orłowski, polski ekonomista
  - Guy Pratt, brytyjski gitarzysta basowy
  - Lane Spina, amerykański narciarz dowolny
  - Krzysztof A. Zajas, polski pisarz, tłumacz, literaturoznawca
- 4 stycznia:
  - Natalja Boczina, rosyjska lekkoatletka, sprinterka
  - Harlan Coben, amerykański pisarz
  - Robin Guthrie, szkocki gitarzysta, producent muzyczny, inżynier dźwięku, członek zespołu Cocteau Twins
  - Janusz Koza, polski polityk, poseł Sejm RP
  - André Rouvoet, holenderski polityk
- 5 stycznia:
  - Carmine Abbagnale, włoski wioślarz
  - Suzy Amis, amerykańska aktorka i modelka
  - Don Cowie, nowozelandzki żeglarz sportowy
  - David DeCoteau, amerykański reżyser, scenarzysta i producent filmowy
  - Abdelsalam El Ghrissi, marokański piłkarz
  - Kenny Jackett, walijski piłkarz
  - Suzana Maksimović, serbska szachistka
- 6 stycznia:
  - Phil Brown, brytyjski lekkoatleta, sprinter
  - Ryszard Kuźma, polski piłkarz, trener
  - Roberto Limonta, kubański zapaśnik
  - Daniel Mahrer, szwajcarski narciarz alpejski
  - Max Leroy Mésidor, haitański duchowny katolicki, arcybiskup Cap-Haïtien
- 7 stycznia:
  - Aleksandr Dugin, rosyjski polityk, geopolityk, historyk
  - Hallie Todd, amerykańska aktorka
  - Leo Van der Elst, belgijski piłkarz
- 8 stycznia – Anatolij Sierdiukow, rosyjski ekonomista, prawnik, polityk, minister obrony
- 9 stycznia:
  - Cecilia Gabriela, meksykańska aktorka
  - Ray Houghton, irlandzki piłkarz
  - Kazimierz Łatek, polski architekt
  - Gabriel Sayaogo, burkiński duchowny katolicki, arcybiskup Koupéla
  - Serhij Zołotnycki, ukraiński piłkarz, bramkarz, trener
- 10 stycznia:
  - Choi Soon-ho, południowokoreański piłkarz, trener
  - Anna Jelonek, polska koszykarka
  - Yoshiyuki Matsueda, japoński kolarz torowy
  - Michele Mitchell, amerykańska skoczkini do wody
  - Zoltán Pokorni, węgierski nauczyciel, samorządowiec, polityk
- 11 stycznia:
  - Barbara Haber, polska siatkarka
  - Piotr Kadlčik, polski filolog, tłumacz, działacz społeczności żydowskiej
- 12 stycznia:
  - Noel Blake, angielski piłkarz, trener pochodzenia jamajskiego
  - Radek Drulák, czeski piłkarz
  - Maciej Kopeć, polski nauczyciel, samorządowiec, urzędnik państwowy
  - Emanuele Pirro, włoski kierowca wyścigowy
  - Gunde Svan, szwedzki biegacz narciarski, kierowca rajdowy
  - Zdzisław Wrona, polski kolarz szosowy
- 13 stycznia:
  - Markus Bott, niemiecki bokser
  - Kevin Mitchell, amerykański baseballista
  - Zdeněk Schneiderwind, czeski żużlowiec
  - Alfred Schön, niemiecki piłkarz, trener
  - Sławek Słociński, polski perkusista
- 14 stycznia:
  - Elke Büdenbender, niemiecka prawnik, sędzia, pierwsza dama
  - Katarína Cibulková, słowacka prawnik, polityk
  - Jeff Cronenweth, amerykański operator filmowy
  - Andrzej Horubała, polski reżyser, dziennikarz, krytyk literacki
  - Magdalena Maliszewska, polska księgarka, samorządowczyni i działaczka opozycyjna
  - Michael McCaul, amerykański polityk, kongresman
  - Oleg Mudrak, rosyjski językoznawca
  - Andreas Steinhöfel, niemiecki pisarz, autor książek dla dzieci i młodzieży, tłumacz
- 15 stycznia:
  - Margherita Buy, włoska aktorka
  - Wojciech Frank, polski przedsiębiorca, polityk, poseł na Sejm RP
  - Agnieszka Romaszewska-Guzy, polska dziennikarka
  - Jan Stejskal, czeski piłkarz, bramkarz
- 16 stycznia:
  - Joel Fitzgibbon, australijski polityk
  - Maria Janyska, polska polityk, ekonomistka, poseł na Sejm RP
  - Paul Webb, brytyjski basista, członek zespołu Talk Talk
- 17 stycznia:
  - Jim Carrey, kanadyjski aktor, komik, scenarzysta i producent filmowy
  - Jaime Jefferson, kubański lekkoatleta, skoczek w dal
  - Romuald Kujawa, polski piłkarz, trener
  - Denis O’Hare, amerykański aktor
  - Jan Wegereef, holenderski sędzia piłkarski
- 18 stycznia:
  - Alison Arngrim, amerykańska aktorka
  - Tamar Gwerdciteli, gruzińska piosenkarka, autorka tekstów, aktorka
  - David O’Connor, amerykański jeździec sportowy
  - Marek Piotrowicz, polski przedsiębiorca, polityk, poseł na Sejm RP
  - Waldemar Tęsiorowski, polski piłkarz, trener
  - Ryszard Wawryniewicz, polski polityk, poseł na Sejm RP
- 19 stycznia:
  - Vasja Bajc, słoweński skoczek narciarski, trener
  - Rajko Ostojić, chorwacki lekarz, polityk
  - Jeff Van Gundy, amerykański trener koszykówki
- 20 stycznia:
  - Neil Banfield, angielski piłkarz, trener
  - Mariusz Grzegorzek, polski scenarzysta, reżyser teatralny i filmowy, grafik, realizator telewizyjny
  - Sophie Thompson, brytyjska aktorka
- 21 stycznia:
  - Małgorzata Kujawa, polska koszykarka
  - Gregory Paul Martin, brytyjski aktor
  - Neofit (Masuras), cypryjski biskup prawosławny
  - Roman Mrázek, słowacki lekkoatleta, chodziarz
  - Isabelle Nanty, francuska aktorka, reżyserka i scenarzystka filmowa
  - Gabriele Pin, włoski piłkarz, trener
  - Agnieszka Siwek, polska lekkoatletka, sprinterka
  - Zoran Thaler, słoweński przedsiębiorca, polityk
  - Marie Trintignant, francuska aktorka filmowa i telewizyjna (zm. 2003)
- 22 stycznia:
  - Choi Min-sik, południowokoreański aktor
  - Ludmyła Dżyhałowa, ukraińska lekkoatletka, sprinterka
  - Uwe Messerschmidt, niemiecki kolarz torowy i szosowy
  - Tuanku Mizan Zainal Abidin, sułtan stanu Terengganu i król Malezji
  - Piotr Polk, polski aktor i piosenkarz
  - Michaił Zacharau, białoruski hokeista, trener
- 23 stycznia:
  - David Arnold, brytyjski kompozytor muzyki filmowej
  - Zanoni Demettino Castro, brazylijski duchowny katolicki, arcybiskup Feira de Santana
  - Nenad Gračan, chorwacki piłkarz, trener
  - Olaf Heukrodt, niemiecki kajakarz, kanadyjkarz
  - Rołando Kutirow, macedoński szachista
  - Aivar Lillevere, estoński piłkarz, trener
  - Elvira Lindo, hiszpańska dziennikarka, pisarka
  - Andrzej Magier, polski supermaratończyk
  - Boris McGiver, amerykański aktor
  - Svein Nyhus, norweski autor i ilustrator książek dla dzieci
  - Richard Roxburgh, australijski aktor
- 24 stycznia:
  - Andrzej Derdziuk, polski zakonnik, teolog
  - Zbigniew Derdziuk, polski polityk, urzędnik państwowy
  - Antonina Ordina, rosyjsko-szwedzka biegaczka narciarska
  - Dorota Rutkowska, polska dziennikarka, samorządowiec, polityk, poseł na Sejm RP
- 25 stycznia:
  - Beata Adamczyk, polska lekkoatletka, płotkarka
  - Chris Chelios, amerykański hokeista pochodzenia greckiego
  - Georges Grün, belgijski piłkarz
  - Bruno Martini, francuski piłkarz, bramkarz, trener (zm. 2020)
  - Hendrik Reiher, niemiecki wioślarz, sternik
  - Grzegorz Stencel, polski piłkarz, bramkarz
  - Ryszard Wieczorek, polski piłkarz, trener
- 26 stycznia:
  - Marco Barrero, boliwijski piłkarz, bramkarz
  - Aleksandr Bielakow, rosyjski saneczkarz
  - Lynda Cornet, holenderska wioślarka
  - Petr Gawlas, czeski samorządowiec, polityk
  - Małgorzata Marcinkiewicz, polska polityk, poseł na Sejm RP
  - Raúl Quiroga, argentyński siatkarz, trener
  - Oscar Ruggeri, argentyński piłkarz, trener
  - Magdalena Jadwiga Rutkiewicz-Luterek, polska kostiumograf
- 27 stycznia:
  - Jerzy Batycki, polski aktor, reżyser teatralny, choreograf, scenograf
  - Jim Doehring, amerykański lekkoatleta, kulomiot
  - Marian Kardas, polski siatkarz, trener
- 28 stycznia:
  - Michael Cage, amerykański koszykarz, trener
  - Keith Hamilton Cobb, amerykański aktor
  - Maciej Czyżowicz, polski pięcioboista nowoczesny
  - Giovanna Melandri, włoska ekonomistka, polityk
  - Philippe Vercruysse, francuski piłkarz
  - Jacek Walkiewicz, polski psycholog
- 29 stycznia:
  - Martin Herbster, niemiecki zapaśnik (zm. 2024)
  - Jacek Grabowski, polski trener siatkówki
  - Joanna Napieralska, polska operatorka dźwięku
  - Piotr Sawczuk, polski duchowny katolicki, biskup drohiczyński
  - Matthew Stover, amerykański pisarz fantasy i science fiction
  - Lee Terry, amerykański polityk
  - Olga Tokarczuk, polska psycholog, pisarka, poetka, eseistka, scenarzystka, laureatka Nagrody Nobla
- 30 stycznia:
  - Abdullah II, król Jordanii
  - Éric de Moulins-Beaufort, francuski duchowny katolicki, arcybiskup metropolita Reims
  - Elias Murr, libański polityk
  - Robert Smoktunowicz, polski adwokat, polityk, senator RP (zm. 2024)
- 31 stycznia:
  - Lidia Camberg, polska lekkoatletka, biegaczka długodystansowa
  - Aleksiej Miller, rosyjski ekonomista, działacz państwowy
  - Frank Wieneke, niemiecki judoka
- 1 lutego:
  - Manuel Amoros, francuski piłkarz
  - Adil al-Dżubajr, saudyjski dyplomata, polityk
  - Anna Kanakis, włoska aktorka, pisarka pochodzenia greckiego (zm. 2023)
  - Piotr Kąkolewski, polski aktor dziecięcy, architekt
  - Takashi Murakami, japoński artysta
  - Maryna Poroszenko, ukraińska lekarka, pierwsza dama
  - Nico Rienks, holenderski wioślarz
- 2 lutego:
  - Kazimierz Moskal, polski nauczyciel, samorządowiec, polityk, poseł na Sejm RP
  - Piotr Śliwiński, polski krytyk literacki
  - Michael T. Weiss, amerykański aktor, reżyser telewizyjny, filmowy i teatralny
  - Paweł Zegarłowicz, polski dziennikarz
- 3 lutego:
  - Andrzej Hanisz, polski hokeista, bramkarz
  - Damir Kajin, chorwacki polityk
  - Bernard Monot, francuski ekonomista, polityk
  - Agata Pankiewicz, polska artystka sztuk wizualnych
  - René Schöfisch, niemiecki łyżwiarz szybki
  - Paweł Soloch, polski urzędnik państwowy
- 4 lutego:
  - Clint Black, amerykański muzyk i wokalista country, producent muzyczny
  - Christopher Buchholz, niemiecki aktor
  - Vern Fleming, amerykański koszykarz
  - Stephen Hammond, brytyjski polityk
  - Michael Riley, kanadyjski aktor
  - Žiga Turk, słoweński informatyk, nauczyciel akademicki, polityk
  - Alfred Twardecki, polski historyk, tłumacz
- 5 lutego:
  - Jennifer Jason Leigh, amerykańska aktorka
  - Marek Luzar, polski malarz, reżyser filmów animowanych, realizator programów telewizyjnych, dokumentalista, reżyser teatralny
  - Michał Sobkowski, polski chemik
- 6 lutego:
  - Paweł Łukaszka, polski bramkarz hokejowy, duchowny katolicki
  - Wadim Rogowskoj, rosyjski piłkarz
  - Axl Rose, amerykański muzyk, wokalista, członek zespołu Guns N’ Roses
  - Anna Świercz, polska leśnik i gleboznawca, profesor
- 7 lutego:
  - Salvatore Antibo, włoski lekkoatleta, długodystansowiec
  - Garth Brooks, amerykański piosenkarz
  - David Bryan, amerykański muzyk, kompozytor pochodzenia żydowskiego, członek zespołu Bon Jovi
  - Anna Cicholska, polska nauczycielka, samorządowiec, polityk, poseł na Sejm RP
  - Eddie Izzard, brytyjski aktor, komik
  - Ryszard Matuszewski, polski jogin
  - Paweł Silbert, polski samorządowiec, prezydent Jaworzna
- 8 lutego:
  - Israił Arsamakow, rosyjski sztangista
  - Malorie Blackman, brytyjska pisarka
  - Åke Norman, szwedzki skoczek narciarski, trener
  - Márcio Pereira Monteiro, brazylijski piłkarz, bramkarz
- 9 lutego:
  - Diego Pérez, urugwajski tenisista
  - Stefania Tobjasz, polska piłkarka ręczna
  - Željko Vuković, austriacki piłkarz pochodzenia chorwackiego
- 10 lutego:
  - Lisa Blunt Rochester, amerykańska polityk, kongreswoman
  - Cliff Burton, amerykański gitarzysta, członek zespołu Metallica (zm. 1986)
  - Ricardo Caruso Lombardi, argentyński piłkarz pochodzenia włoskiego
  - Ireneusz Ciurzyński, polski bokser
  - Bobby Czyz, amerykański bokser pochodzenia polskiego
  - Noh Soo-jin, południowokoreański piłkarz
  - Zbigniew Starzec, polski samorządowiec, starosta oświęcimski, wicewojewoda małopolski
- 11 lutego:
  - Tammy Baldwin, amerykańska polityk, senator
  - Sheryl Crow, amerykańska piosenkarka
  - Stefan Każuro, polski aktor
  - Mirosław Mruk, polski wioślarz
- 12 lutego:
  - Ewa Danowska, polska historyk
  - Nana Ioseliani, gruzińska szachistka
  - Jerzy Kozłowski, polski przedsiębiorca, polityk, poseł na Sejm RP
  - Dariusz Krupicz, polski perkusista, współzałożyciel zespołu De Mono
  - Mirosław Kubisztal, polski piłkarz
  - Borisław Michajłow, bułgarski piłkarz, działacz sportowy
  - Katherine Roberts, brytyjska pisarka
- 13 lutego:
  - Aníbal Acevedo Vilá, portorykański polityk
  - Maciej Jabłoński, polski muzykolog (zm. 2017)
  - Tomasz Jarosz, polski aktor
  - Agnieszka Kublik, polska dziennikarka, publicystka
  - Jackie Silva, brazylijska siatkarka
- 14 lutego:
  - Josef Hader, austriacki komik, aktor, scenarzysta filmowy, pisarz
  - Sabina Nowosielska, polska działaczka samorządowa, prezydent Kędzierzyna-Koźla
  - Gerhard Roese, niemiecki historyk sztuki, rzeźbiarz, architekt
  - Angela Schanelec, niemiecka aktorka, reżyserka i scenarzystka filmowa
- 15 lutego:
  - Milo Đukanović, czarnogórski polityk, premier Czarnogóry
  - Wołodymyr Dyky, ukraiński piłkarz, trener (zm. 2021)
  - Srettha Thavisin, tajski przedsiębiorca i polityk
  - Daniel Wyder, szwajcarski kolarz szosowy i torowy
- 16 lutego:
  - Grażyna Błęcka-Kolska, polska aktorka
  - Joanna Sarapata, polska malarka
- 17 lutego:
  - Samuel Bayer, amerykański reżyser filmowy, twórca teledysków
  - Serge Brammertz, belgijski prawnik
  - Jane Collins, brytyjska polityk, eurodeputowana
  - Alison Hargreaves, brytyjska alpinistka, himalaistka (zm. 1995)
  - Henny Meijer, holenderski piłkarz pochodzenia surinamskiego
  - Lou Diamond Phillips, amerykański aktor
- 18 lutego:
  - Julie Strain, amerykańska aktorka, modelka (zm. 2021)
  - Małgorzata Then-Stępień, polska aktorka
  - Josh Thompson, amerykański biathlonista
  - Mirosława Znojek, polska lekkoatletka, kulomiotka
- 19 lutego:
  - Rogelio Antonio, filipiński szachista
  - Miroslav Ihnačák, słowacki hokeista, trener
  - Ģirts Valdis Kristovskis, łotewski inżynier, polityk
  - Hana Mandlíková, czeska tenisistka
  - Kari Rauhanen, fiński trener hokejowy
- 20 lutego:
  - Krzysztof Bukiel, polski lekarz, związkowiec, publicysta
  - Emił Dimitrow, bułgarski ekonomista, prawnik, polityk
  - Paloma López Bermejo, hiszpańska działaczka związkowa, polityk, eurodeputowana
  - Olga Łazarska, polska pianistka, pedagog
  - Ferario Spasow, bułgarski piłkarz, trener i działacz piłkarski (zm. 2023)
- 21 lutego:
  - Mark Arm, wokalista i gitarzysta grunge'owego zespołu Mudhoney
  - Chuck Palahniuk, amerykański pisarz, dziennikarz
- 22 lutego:
  - Petra de Bruin, holenderska kolarka torowa i szosowa
  - Cezary Cieślukowski, polski polityk, samorządowiec, wojewoda suwalski
  - Steve Irwin, australijski przyrodnik (zm. 2006)
  - Olivier Latry, francuski organista, improwizator i kompozytor
  - Ivo Muser, włoski duchowny katolicki, biskup Bolzano-Bressanone
  - Wojciech Polak, polski historyk
  - Ethan Wayne, amerykański aktor
- 23 lutego:
  - David Hay, szkocki curler
  - Anna Iskra, polska lekkoatletka, biegaczka długodystansowa
  - Ivo Knoflíček, czeski piłkarz
  - Pedro Monzón, argentyński piłkarz, trener
  - Michael Wilton, amerykański gitarzysta, członek zespołu Queensrÿche
- 24 lutego:
  - Chris Chocola, amerykański polityk
  - Mike Foy, amerykański zapaśnik
  - Ari Hjelm, fiński piłkarz, trener
  - Domingo Manrique, hiszpański żeglarz sportowy
  - Piotr Najsztub, polski dziennikarz, publicysta
- 25 lutego:
  - Małgorzata Bogdańska, polska aktorka
  - Dominique Cina, szwajcarski piłkarz
  - Birgit Fischer, niemiecka kajakarka
  - John Lanchester, brytyjski dziennikarz, pisarz
  - Michael Mulhall, kanadyjski duchowny katolicki, biskup Pembroke, arcybiskup Kingston
  - Wojciech Pogorzelski, polski gitarzysta, członek zespołu Oddział Zamknięty
  - Ewładija Sławczewa-Stefanowa, bułgarska koszykarka
- 26 lutego:
  - Jakša Cvitanić, amerykański matematyk, wykładowca akademicki pochodzenia chorwackiego
  - Ferdinand Dhkar, indyjski duchowny katolicki
  - Viorica Ioja rumuńska wioślarka
  - Dorota Kycia, polska artystka fotograf
  - Atiq Rahimi, afgański pisarz, reżyser i scenarzysta filmowy
- 27 lutego:
  - Marcelo Álvarez, argentyński śpiewak operowy (tenor liryczny)
  - Adam Baldwin, amerykański aktor
  - Piotr Koj, polski nauczyciel, samorządowiec, prezydent Bytomia
  - Jacek Rychlicki, polski siatkarz
  - Grant Show, amerykański aktor
- 28 lutego:
  - Angela Bailey, kanadyjska lekkoatletka, sprinterka (zm. 2021)
  - Zbigniew Dmitroca, polski poeta, bajkopisarz, satyryk, dramaturg, tłumacz
  - Tomasz Zubilewicz, polski prezenter pogody
- 1 marca:
  - Ni Amorim, portugalski kierowca wyścigowy
  - Russell Coutts, nowozelandzki żeglarz sportowy
  - Zbigniew Deptuła, polski polityk, samorządowiec, poseł na Sejm RP, starosta powiatu makowskiego
  - Galina Gorczakowa, rosyjska śpiewaczka operowa (sopran liryczny)
  - Jakub (Iakobiszwili), gruziński biskup prawosławny
  - Mireille Robert, francuska polityk
  - Marta Słonina, polska pływaczka
- 2 marca:
  - Jon Bon Jovi, amerykański muzyk, autor tekstów, aktor, producent, założyciel i wokalista zespołu Bon Jovi
  - Enrico Faccini, włoski scenarzysta i rysownik komiksowy
  - Ulf Findeisen, niemiecki skoczek narciarski
  - Paweł Olszewski, polski pięcioboista nowoczesny
  - Raimo Summanen, fiński hokeista, trener i działacz hokejowy
  - Gabriele Tarquini, włoski kierowca wyścigowy
- 3 marca
  - Jackie Joyner-Kersee, amerykańska lekkoatletka (siedmiobój i skok w dal)
  - Luis José Rueda Aparicio, kolumbijski duchowny rzymskokatolicki, arcybiskup metropolita Bogoty, kardynał
- 4 marca:
  - Simon Bisley, brytyjski grafik, malarz, twórca komiksów
  - Ulrich Papke, niemiecki kajakarz, kanadyjkarz
  - Kazimierz Poznański, polski polityk, poseł na Sejm RP
- 5 marca:
  - Choi In-young, południowokoreański piłkarz, bramkarz
  - Robert Curbeam, amerykański komandor porucznik, inżynier, astronauta
  - Mario Gentili, włoski kolarz torowy i szosowy
  - Disa Gísladóttir, islandzka lekkoatletka, skoczkini wzwyż
  - Mirosław Głuchowski, polski poeta, satyryk
  - Jonathan Penner, amerykański aktor, scenarzysta i producent filmowy i telewizyjny
  - Samuel Žbogar, słoweński polityk, dyplomata
- 6 marca:
  - Bengt Baron, szwedzki pływak
  - José Batista, urugwajski piłkarz
  - Andreas Felder, austriacki skoczek narciarski
  - Erika Hess, szwajcarska narciarka alpejska
  - Henning Lynge Jakobsen, duński kajakarz, kanadyjkarz
  - Michael Konsel, austriacki piłkarz, bramkarz
- 7 marca:
  - James Anaparambil, indyjski duchowny katolicki, biskup koadiutor Alleppey
  - Taylor Dayne, amerykańska piosenkarka
  - Piero Liatti, włoski kierowca rajdowy
- 8 marca:
  - Sławamir Adamowicz, białoruski dziennikarz, poeta, tłumacz, działacz opozycyjny
  - Július Bielik, słowacki piłkarz
  - Krystyna Pawlik, polska biegaczka narciarska
  - Mirosław Pobłocki, polski samorządowiec, prezydent Tczewa
  - Pen-Ek Ratanaruang, tajski reżyser i scenarzysta filmowy
  - Leon Robinson, amerykański aktor
  - Mitsunori Yoshida, japoński tenisista
- 9 marca:
  - Ivan Brajović, czarnogórski polityk, przewodniczący parlamentu
  - Jan Furtok, polski piłkarz (zm. 2024)
  - John Lyon, brytyjski bokser
  - Richard Quest, brytyjski dziennikarz, reporter
- 10 marca:
  - Jasmine Guy, amerykańska aktorka
  - Zbigniew Król, polski lekarz, urzędnik państwowy
  - Seiko Matsuda, japońska piosenkarka
  - Jean-Paul Vesco, francuski duchowny katolicki, biskup Oranu
- 11 marca:
  - Matt Mead, amerykański polityk, gubernator stanu Wyoming
  - Mohamed Abdullahi Mohamed, somalijski polityk, prezydent Somalii
  - Jeffrey Nordling, amerykański aktor
  - Ulrich Schreck, niemiecki florecista
  - Maria Paula Silva, brazylijska koszykarka
  - Rafał Stobiecki, polski historyk
  - Barbara Alyn Woods, amerykańska aktorka
- 12 marca:
  - Marcello Bartalini, włoski kolarz szosowy
  - Zoran Čutura, chorwacki koszykarz
  - Lütfi Elvan, turecki inżynier górnik, ekonomista, polityk
  - Walentina Iliewa, bułgarska siatkarka
  - Andreas Köpke, niemiecki piłkarz, bramkarz
  - Bernhard Lippert, niemiecki piłkarz, trener
  - Alaksandr Pataszou, białoruski lekkoatleta, chodziarz
  - Darryl Strawberry, amerykański baseballista
  - Grzegorz Wesołowski, polski piłkarz, trener
  - Diamond Yukai, japoński aktor, wokalista, członek zespołu Red Warriors(inne języki)
- 13 marca:
  - Terence Blanchard, amerykański trębacz jazzowy, kompozytor muzyki filmowej
  - Rita Petro, albańska dziennikarka, poetka
  - Liane Tooth, australijska hokeistka na trawie
  - Jarosław Wierzcholski, polski generał brygady
  - Grzegorz Wrochna, polski fizyk, urzędnik państwowy
- 14 marca:
  - Bruno Bellone, francuski piłkarz
  - Éric Prié, francuski szachista
  - Vetle Vinje, norweski wioślarz
- 15 marca:
  - Sananda Maitreya, amerykański piosenkarz, kompozytor
  - Markus Merk, niemiecki dentysta, sędzia piłkarski
  - Leopoldo Serantes, filipiński bokser (zm. 2021)
- 16 marca:
  - Jim Master, amerykański koszykarz
  - Joe Crowley, amerykański polityk, kongresman
  - Franck Fréon, francuski kierowca wyścigowy
  - Peter Ravn, duński żużlowiec
- 17 marca:
  - Katarzyna Bargiełowska, polska aktorka
  - Ank Bijleveld, holenderska polityk, minister, burmistrz Almere
  - Stéphane Ostrowski, francuski koszykarz, trener
  - Mark Pellington, amerykański reżyser i producent filmowy
  - Roxy Petrucci, amerykańska perkusistka rockowa
  - Rob Sitch, australijski aktor, komik, reżyser, scenarzysta i producent filmowy
- 18 marca:
  - Stefano Allocchio, włoski kolarz szosowy i torowy
  - Guido Gallese, włoski duchowny katolicki, biskup Alessandrii
  - Thomas Ian Griffith, amerykański aktor
  - Joachim Ouédraogo, burkiński duchowny katolicki, biskup Koudougou
  - Wojciech Kwaśniak, polski urzędnik państwowy
  - Edward Przebieracz, polski dziennikarz, wydawca, poeta, prozaik
  - Mike Rowe, amerykański prezenter telewizyjny
  - Wolfgang Seidenberg, niemiecki aktor
  - Patrice Trovoada, polityk z Wysp Świętego Tomasza i Książęcej, premier
  - Etsushi Toyokawa, japoński aktor
  - Volker Weidler, niemiecki kierowca wyścigowy
- 19 marca:
  - Nergüjn Enchbat, mongolski bokser (zm. 2022)
  - Iwan Jaremczuk, ukraiński piłkarz
  - Grzegorz Kosowski, polski samorządowiec, burmistrz Niemczy, starosta dzierżoniowski
  - Rafał Ślusarz, polski lekarz, polityk, senator RP
- 20 marca:
  - Stephen Sommers, amerykański reżyser, scenarzysta i producent filmowy
  - Paul Wade, australijski piłkarz pochodzenia angielskiego
- 21 marca:
  - Matthew Broderick, amerykański aktor
  - Janet Gardner, amerykańska wokalistka i gitarzystka rockowa
  - Gilles Lalay, francuski motocyklista rajdowy (zm. 1992)
  - Rosie O’Donnell, amerykańska aktorka
- 22 marca – Katarzyna Figura, polska aktorka filmowa, telewizyjna i teatralna
- 23 marca:
  - Marc Cherry, amerykański scenarzysta, producent filmowy i telewizyjny
  - Steve Redgrave, brytyjski wioślarz
- 24 marca:
  - Carmelo Cuttitta, włoski duchowny katolicki, biskup Ragusy
  - Cezary Dubiel, polski artysta fotograf
  - Danuta Pawlikowska, polska polityk, poseł na Sejm PRL
  - Atenagoras (Peckstadt), belgijski biskup prawosławny
- 25 marca:
  - Wiesław Błach, polski judoka, trener
  - Marcia Cross, amerykańska aktorka
  - Grzegorz Kuczeriszka, polski reżyser i operator filmowy
  - Leon Wood, amerykański koszykarz
- 26 marca:
  - Uwe Blab, niemiecki koszykarz
  - Falko Götz, niemiecki piłkarz, trener
  - Eric Allan Kramer, amerykański aktor
  - Paul de Leeuw, holenderski piosenkarz, aktor, satyryk
  - Luis López Rekarte, hiszpański piłkarz
  - Andriej Ławrow, rosyjski piłkarz ręczny, bramkarz
  - John Stockton, amerykański koszykarz
  - Laurien Willemse, holenderska hokeistka na trawie
- 27 marca:
  - Kevin J. Anderson, amerykański pisarz science fiction
  - Jann Arden, kanadyjska piosenkarka, kompozytorka, autorka tekstów
  - Christoph Langen, niemiecki bobsleista
  - John O’Farrell, brytyjski pisarz, scenarzysta, prezenter radiowy
  - Marian Ormaniec, polski samorządowiec, wicemarszałek województwa śląskiego (zm. 2021)
- 28 marca:
  - Jure Franko, słoweński narciarz alpejski
  - Mariusz Treliński, polski reżyser operowy, teatralny i filmowy
- 29 marca:
  - Billy Beane, amerykański baseballista
  - Heike Lehmann, niemiecka siatkarka
  - Stanisław Olejniczak, polski lektor
  - Elena Sofia Ricci, włoska aktorka
- 30 marca:
  - Adrianna Biedrzyńska, polska aktorka, piosenkarka
  - MC Hammer, amerykański raper
  - Alette Pos, holenderska hokeistka na trawie
  - Gary Stevens, angielski piłkarz
- 31 marca:
  - Mark Begich, amerykański polityk, senator
  - Ewa Telega, polska aktorka
  - Michal Viewegh, czeski pisarz
  - Jeff Young, amerykański muzyk, kompozytor, członek zespołu Megadeth
- 1 kwietnia:
  - Tahir Abu Zajd, egipski piłkarz
  - Chris Grayling, brytyjski historyk, dziennikarz, polityk
  - Beatrice Masini, włoska pisarka, tłumaczka
  - Bernardin Mfumbusa, tanzański duchowny katolicki, biskup Kondoa
  - Manuel Monteiro, portugalski prawnik, polityk, eurodeputowany
  - John Wallace, kanadyjski wioślarz
- 2 kwietnia:
  - Clark Gregg, amerykański aktor, scenarzysta i reżyser filmowy
  - Beata Klimek, polska działaczka samorządowa, prezydent Ostrowa Wielkopolskiego
  - Ewa Kucińska, polska skoczkini do wody
  - Warcisław Kunc, polski dyrygent
- 3 kwietnia:
  - Bill Sage, amerykański aktor
  - Robert Raczyński, polski samorządowiec, prezydent Lubina
  - Jennifer Rubin, amerykańska aktorka
- 4 kwietnia:
  - Craig Adams, brytyjski basista
  - Fernando Bascopé Müller, boliwijski duchowny katolicki, ordynariusz polowy Boliwii
  - Rafael Alfonso Escudero López-Brea, hiszpański duchowny katolicki, biskup, prałat terytorialny Moyobamby
  - Marco Giovannetti, włoski kolarz szosowy
  - Piotr Siwkiewicz, polski aktor
- 5 kwietnia:
  - Józef Brynkus, polski historyk, nauczyciel akademicki, poseł na Sejm RP
  - Richard Gough, szkocki piłkarz, trener
  - André Hoekstra, holenderski piłkarz, trener
  - Kirsan Ilumżynow, rosyjski polityk, prezydent Kałmucji, działacz szachowy, prezydent FIDE
  - Natalja Mielochina, rosyjska kolarka szosowa (zm. 2024)
  - Arild Monsen, norweski biegacz narciarski
- 6 kwietnia:
  - Zygmunt Cholewiński, polski samorządowiec, marszałek województwa podkarpackiego
  - Magna Kruger, południowoafrykańska pisarka fantasy
  - Kurt Meier, szwajcarski bobsleista
- 7 kwietnia:
  - Kristina Bach, niemiecka piosenkarka
  - Andrew Hampsten, amerykański kolarz szosowy
  - Szymon Pacyniak, polski samorządowiec, wicemarszałek województwa dolnośląskiego
  - Tom Pierzchalski, polski saksofonista, członek zespołów: Daab i Tilt
- 8 kwietnia:
  - Paddy Lowe, brytyjski inżynier Formuły 1
  - Izzy Stradlin, amerykański gitarzysta, członek zespołu Guns N’ Roses
- 9 kwietnia:
  - Ihor Podolczak, ukraiński reżyser i scenarzysta filmowy, artysta plastyk
  - Jeff Turner, amerykański koszykarz
- 10 kwietnia:
  - Krzysztof Anuszkiewicz, polski inżynier chemik, związkowiec, polityk, poseł na Sejm RP
  - Piotr Kruczkowski, polski samorządowiec, prezydent Wałbrzycha
  - Patrice Mourier, francuski zapaśnik
  - Alena Nowik, białoruska nauczycielka i polityk
  - Shinehead, jamajski muzyk, piosenkarz, raper
  - Zsuzsanna Szőcs, węgierska szpadzistka, florecistka
  - Mariusz Trynkiewicz, polski seryjny morderca (zm. 2025)
  - Cathy Turner, amerykańska łyżwiarka szybka
- 11 kwietnia:
  - Franz Heinzer, szwajcarski narciarz alpejski
  - Alois Stadlober, austriacki biegacz narciarski
- 12 kwietnia:
  - Jordanka Fandykowa, bułgarska nauczycielka i polityk, burmistrz Sofii
  - Jarosław Kalinowski, polski polityk, minister rolnictwa i rozwoju wsi, wicepremier, poseł na Sejm RP, eurodeputowany
  - Jacques Maillot, francuski reżyser filmowy i scenarzysta
  - Carlos Sainz, hiszpański kierowca rajdowy WRC
- 13 kwietnia:
  - Firmino David, angolański duchowny katolicki
  - Józef Gawron, polski nauczyciel, polityk, wicewojewoda małopolski
  - Andriej Krawczuk, rosyjski reżyser i scenarzysta filmowy
  - Lane McCray, amerykański piosenkarz
- 14 kwietnia:
  - Agnieszka Bieńkowska, polska siatkarka
  - Guillaume Leblanc, kanadyjski lekkoatleta, chodziarz
  - Deni Lušić, chorwacki piłkarz wodny
  - Rafał Paczkowski, polski realizator nagrań, muzyk, kompozytor (zm. 2023)
  - Laura Richardson, amerykańska polityk, kongreswoman
  - Anselm Umoren, nigeryjski duchowny katolicki, biskup pomocniczy Abudży
- 15 kwietnia:
  - Nick Kamen, brytyjski model, piosenkarz (zm. 2021)
  - Miriam Stockley, brytyjska piosenkarka
  - Talat Xhaferi, macedoński polityk, przewodniczący Zgromadzenia Republiki Macedonii Północnej
  - John Jairo Velásquez, kolumbijski płatny zabójca, członek kartelu z Medellín (zm. 2020)
- 16 kwietnia:
  - Antony Blinken, amerykański prawnik
  - Małgorzata Bochenek, polska dziennikarka, polityk, urzędniczka państwowa
  - Jeanne Golay, amerykańska kolarka szosowa i torowa
  - Borys Kancler, kirgiski i izraelski szachista
  - Ian MacKaye, amerykański gitarzysta, wokalista, członek zespołów: Minor Threat, Embrace, Fugazi i The Evens
  - David Pate, amerykański tenisista
  - Mihaela Popa, rumuńska nauczycielka, polityk, eurodeputowana
- 17 kwietnia:
  - Edivalter Andrade, brazylijski duchowny katolicki, biskup Floriano
  - Krzysztof Grędziński, polski producent filmowy
  - Nancy Hogshead, amerykańska pływaczka
  - Serhij Puczkow, ukraiński piłkarz, trener
  - Robert Smolańczuk, polski fizyk teoretyk
- 18 kwietnia:
  - Jan Björklund, szwedzki polityk
  - Jeff Dunham, amerykański komik, brzuchomówca
  - Zbigniew Jakubek, polski pianista, kompozytor, aranżer (zm. 2023)
  - Małgorzata Lisowska, polska lekkoatletka, wieloboistka
  - Kenji Midori, japoński karateka
  - William Pacheco, wenezuelski piłkarz
  - Dariusz Siastacz, polski aktor
  - William Watson, brytyjski szachista
- 19 kwietnia:
  - Ireneusz (Duvlea), rumuński biskup prawosławny
  - Suvi Lindén, fińska polityk
  - Andrea Mayer, austriacka urzędniczka i polityczka
  - Pål Trulsen, norweski curler
  - Al Unser Jr., amerykański kierowca wyścigowy
  - Dorian Yates, brytyjski kulturysta
- 20 kwietnia:
  - Sigurður Ingi Jóhannsson, islandzki polityk, premier Islandii
  - Wołodymyr Luty, ukraiński piłkarz, trener
  - Thomas Schwab, niemiecki saneczkarz
  - Brian Shimer, amerykański bobsleista
- 21 kwietnia:
  - Denis Jachiet, francuski duchowny katolicki, biskup pomocniczy Paryża
  - Sławomir Maciejewski, polski aktor
  - Aavo Sarap, estoński piłkarz, trener
  - Siergiej Zalotin, rosyjski pilot wojskowy, kosmonauta
- 22 kwietnia:
  - Wojciech Cieślak, polski prawnik
  - Barbara Engelking, polska psycholog, socjolog
  - Krzysztof Grabczuk, polski samorządowiec, marszałek województwa lubelskiego
  - Jeff Minter, brytyjski programista i projektant gier komputerowych
  - Tomasz Konecki, polski reżyser filmowy
  - Marat Satybałdijew, kazachski kolarz torowy
  - Leszek Stępniewski, polski kolarz szosowy i torowy
- 23 kwietnia:
  - Kostas Botopulos, grecki polityk, eurodeputowany
  - Michael F. Feldkamp, niemiecki historyk, publicysta
  - John Hannah, brytyjski aktor
  - Algirdas Šemeta, litewski ekonomista, polityk, eurokomisarz
  - Shaun Spiers, brytyjski polityk, eurodeputowany
- 24 kwietnia:
  - Jolanta Błędowska, polska hokeistka na trawie
  - Michael Grenda, australijski kolarz szosowy i torowy
  - Heike Kemmer, niemiecka jeźdźczyni sportowa
  - Stuart Pearce, angielski piłkarz, trener
- 25 kwietnia:
  - Ole Edvard Antonsen, norweski trębacz
  - Dorival Júnior, brazylijski piłkarz, trener
  - Ana Paula Vitorino, portugalska inżynier, nauczycielka akademicka, polityk
- 26 kwietnia:
  - Michael Damian, amerykański aktor, reżyser, scenarzysta i producent filmowy i telewizyjny, piosenkarz, kompozytor
  - Héctor Enrique, argentyński piłkarz
  - Kristof Konrad, polski aktor
  - Adam Silver, amerykański prawnik
- 27 kwietnia:
  - Rusłan Ałchanow, rosyjski funkcjonariusz milicji, polityk narodowości czeczeńskiej
  - Ángel Comizzo, argentyński piłkarz, bramkarz, trener
  - Wałentyna Czepiha, ukraińska kulturystka
  - Schae Harrison, amerykańska aktorka
  - James LeGros, amerykański aktor
  - Edvard Moser, norweski neurofizjolog, laureat Nagrody Nobla
  - PattiSue Plumer, amerykańska lekkoatletka, biegaczka średnio- i długodystansowa
  - Seppo Räty, fiński lekkoatleta, oszczepnik
  - Ryszard Tarasiewicz, polski piłkarz, trener
- 28 kwietnia:
  - Marek Czapelski, polski perkusista, członek zespołów: Voo Voo i Śmierć Kliniczna
  - Jacek Hadryś, polski duchowny, teolog
  - Mariusz Orion Jędrysek, polski geolog, polityk, poseł na Sejm RP, wiceminister środowiska
  - Nasko Sirakow, bułgarski piłkarz
- 29 kwietnia:
  - Janusz Adamiec, polski hokeista
  - Stephan Burger, niemiecki duchowny katolicki, arcybiskup metropolita Fryburga Bryzgowijskiego
  - Rob Druppers, holenderski lekkoatleta, średniodystansowiec
  - Vlado Lisjak, chorwacki zapaśnik
  - Polly Samson, brytyjska dziennikarka, pisarka
- 30 kwietnia:
  - Nikołaj Fomienko, rosyjski prezenter telewizyjny, aktor, komik, piosenkarz, przedsiębiorca
  - Toni Hannula, fiński zapaśnik
  - Egil Johansen, norweski piłkarz (zm. 2023)
  - Seiji Maehara, japoński polityk
  - Juan Emilio Mojica, dominikański trener piłkarski
- 1 maja:
  - Luis Capurro, ekwadorski piłkarz
  - Rihards Eigims, łotewski polityk, samorządowiec
  - Claudio Golinelli, włoski kolarz szosowy i torowy
  - Aleksander Grad, polski inżynier geodeta, polityk, poseł na Sejm RP, minister skarbu państwa
  - Roberto Serniotti, włoski trener siatkarski
  - Maia Morgenstern, rumuńska aktorka
  - Paula Weishoff, amerykańska siatkarka
  - Przemysław Wojtaszek, polski biolog, wykładowca akademicki
  - Tomasz Żółtko, polski wokalista, muzyk, kompozytor, poeta, publicysta
- 2 maja:
  - Jean-François Bernard, francuski kolarz szosowy
  - Elizabeth Berridge, amerykańska aktorka
  - Atanasio Amisse Canira, mozambicki duchowny katolicki, biskup Lichingi
  - Sigurður Grétarsson, islandzki piłkarz, trener
  - Vladimír Javorský, czeski aktor
  - Taťána Kocembová, czeska lekkoatletka, sprinterka
  - Vincenzo Maenza, włoski zapaśnik
  - Ildikó Pelczné Gáll, węgierska inżynier, polityk, eurodeputowana
  - Cecilia Tait, peruwiańska siatkarka
  - Jimmy White, brytyjski snookerzysta
- 3 maja:
  - Marian Jaszewski, polski chirurg, polityk, senator RP
  - Edward Lucas, brytyjski dziennikarz
  - Jamie Reeves, brytyjski strongman
  - Michael Saporito, amerykański duchowny katolicki, biskup pomocniczy Newark
- 4 maja:
  - Ahmet Çakar, turecki sędzia piłkarski
  - Abel Campos, angolski piłkarz
- 5 maja:
  - Rodica Arba, rumuńska wioślarka
  - Salohiddin Gafurow, tadżycki piłkarz, trener
  - Robert Gawroński, polski pianista, kameralista, pedagog
  - Jurij Hij, ukraiński piłkarz, trener
  - Artur Michalski, polski dyplomata
  - Nicolas Vanier, francuski pisarz, podróżnik, reżyser i scenarzysta filmowy
- 6 maja:
  - Grażyna Kowina, polska lekkoatletka, biegaczka średnio- i długodystansowa
  - Mario Kummer, niemiecki kolarz szosowy i torowy
  - Alar Laneman, estoński generał, polityk
  - David Norman, kanadyjski piłkarz pochodzenia szkockiego
  - Radka Stupková, czeska aktorka
- 7 maja:
  - Jarosław Łukomski, polski lektor telewizyjny
  - Ewa Pisiewicz, polska lekkoatletka, sprinterka
- 8 maja – Danny Faure, seszelski polityk, prezydent Seszeli
- 9 maja:
  - Leszek Czarnecki, polski przedsiębiorca
  - David Gahan, brytyjski muzyk, wokalista, członek zespołu Depeche Mode
  - Gary Hume, brytyjski malarz
  - Steve Spence, amerykański lekkoatleta, długodystansowiec
- 10 maja:
  - Zenon Kasprzak, polski żużlowiec
  - Jan Kot, polski duchowny katolicki, biskup Zé-Doca w Brazylii
  - John Ngugi, kenijski lekkoatleta, biegacz długodystansowy i przełajowy
  - Hugo Pineda, meksykański piłkarz, bramkarz
  - Constantin Uță, rumuński zapaśnik
  - Joseph Huynh Van Sy, wietnamski duchowny katolicki, biskup Nha Trang
  - Manuel Youshimatz, meksykański kolarz torowy
- 11 maja:
  - Mohammad Jusef Kargar, afgański piłkarz, trener
  - Lindita Kodra, albańska strzelczyni sportowa
- 12 maja:
  - Pit Clausen, niemiecki polityk, burmistrz Bielefeld
  - Emilio Estevez, amerykański aktor
  - April Grace, amerykańska aktorka
  - Brett Gurewitz, amerykański muzyk rockowy
  - Gregory Harold Johnson, amerykański pilot wojskowy, astronauta
  - Zbigniew Wojciechowski, polski polityk, poseł na Sejm RP, wicemarszałek województwa lubelskiego
- 13 maja:
  - Péter Abay, węgierski szablista
  - Štefan Chrtiansky, słowacki siatkarz, trener
  - Jurij Marusik, rosyjski arachnolog
  - Stefano Ticci, włoski bobsleista
- 14 maja:
  - Ian Astbury, brytyjski wokalista, członek zespołu The Cult
  - Maciej Chmiel, polski dziennikarz
  - Renata Polverini, włoska polityk
  - Jerzy Sosnowski, polski nauczyciel, pisarz, dziennikarz, publicysta
  - Jan Urban, polski piłkarz, trener
  - Mimi Walters, amerykańska polityk, kongreswoman
- 15 maja:
  - Gro Dahle, norweska poetka, pisarka
  - Helmut Dieser, niemiecki duchowny katolicki, biskup Akwizgranu
  - Ernest Ebongué, kameruński piłkarz
  - Adam Wendt, polski saksofonista, kompozytor, aranżer, członek zespołu Walk Away
- 16 maja:
  - Dariusz Malejonek, polski muzyk, gitarzysta, wokalista, kompozytor, autor tekstów, producent muzyczny, członek zespołów: Kultura, Izrael, Moskwa, Armia, Houk, 2Tm2,3, Arka Noego i Maleo Reggae Rockers
  - Helga Radtke, niemiecka lekkoatletka, skoczkini w dal i trójskoczkini
  - Ondřej Vetchý, czeski aktor
  - Jerzy Walczak, polski aktor
- 17 maja:
  - Kim Mulkey, amerykańska koszykarka, trenerka
  - Tony Campbell, amerykański koszykarz
  - Jacek Dubois, polski adwokat i pisarz
  - Robert Iwaszkiewicz, polski przedsiębiorca, polityk, eurodeputowany
  - Alan Johnston, brytyjski dziennikarz
  - Ferenc Krausz, węgiersko-austriacki fizyk, laureat Nagrody Nobla
  - Iwona Pakuła, polska lekkoatletka, sprinterka
- 18 maja:
  - Claude Haagen, luksemburski samorządowiec, polityk
  - Barry Horne, walijski piłkarz
  - Nathaniel Parker, brytyjski aktor
  - Kris Peeters, belgijski i flamandzki polityk
  - Karel Roden, czeski aktor
  - Sandra, niemiecka piosenkarka
- 19 maja:
  - Ulrich Borowka, niemiecki piłkarz
  - Frances Ondiviela, hiszpańska aktorka
  - Francisco Javier Stegmeier Schmidlin, chilijski duchowny katolicki pochodzenia niemieckiego, biskup Villarrica
  - Mariusz Świtalski, polski przedsiębiorca
  - Jan Ziemianin, polski starszy sierżant, biathlonista
- 20 maja:
  - Witold Matwiejczyk, polski historyk (zm. 2023)
  - Alexis Mitsuru Shirahama, japoński duchowny katolicki, biskup Hiroszimy
  - Peter De Roover, belgijski i flamandzki polityk oraz publicysta
- 21 maja:
  - Virginio Cáceres, paragwajski piłkarz
  - Uwe Rahn, niemiecki piłkarz
  - Nina Skeime, norweska biegaczka narciarska
- 22 maja:
  - William Castro, urugwajski piłkarz
  - Tim Daggett, amerykański gimnastyk
  - Wiesław Rygiel, polski polityk i samorządowiec, poseł na Sejm RP
  - John Sarbanes, amerykański polityk
- 23 maja:
  - José Avelino Bettencourt, kanadyjski duchowny katolicki, arcybiskup, nuncjusz apostolski
  - Marek Moszczyński, polski przedsiębiorca, polityk, poseł na Sejm RP
  - Igor Nowikow, ukraińsko-amerykański szachista
  - Jan Pastwa, polski urzędnik państwowy i dyplomata
  - Grzegorz Sztolcman, polski lekarz, polityk, poseł na Sejm RP
- 24 maja
  - Marina Charłamowa, rosyjska lekkoatletka, sprinterka
  - Štefan Füle, czeski polityk, dyplomata
  - Massimo Mauro, włoski piłkarz, komentator sportowy, polityk
  - Ben Monder, amerykański gitarzysta i kompozytor jazzowy
  - Nikoła Popowski, macedoński ekonomista, wykładowca akademicki, polityk
  - Giorgi Tenadze, gruziński judoka
- 25 maja:
  - Małgorzata Burzyńska-Keller, polska reżyserka, scenarzystka, dziennikarka
  - Leslie Deniz, amerykańska lekkoatletka, dyskobolka
  - Ina Forrest, kanadyjska curlerka
  - Anders Johansson, szwedzki multiinstrumentalista, kompozytor, członek zespołów: Silver Mountain(inne języki), HammerFall i Fullforce(inne języki)
  - John Larsen, duński piłkarz
  - Sainiana Tukana, fidżyjska wszechstronna lekkoatletka
  - Milan Zver, słoweński socjolog, politolog, polityk
- 26 maja:
  - Erik Stenlund, szwedzki żużlowiec
  - Krzysztof Warlikowski, polski reżyser teatralny
- 27 maja:
  - Marcelino Bernal, meksykański piłkarz, trener
  - David Mundell, brytyjski polityk
- 28 maja:
  - Audrius Endzinas, litewski przedsiębiorca, polityk
  - Zofia Grabczan, polska polityk, posłanka na Sejm RP
  - Jerzy Pal, polski aktor
  - James Michael Tyler, amerykański aktor (zm. 2021)
- 29 maja:
  - Eric Davis, amerykański baseballista
  - Marek Koniarek, polski piłkarz, trener
  - John D. LeMay, amerykański aktor
  - Leszek Matysiak, polski żużlowiec
  - Jan Paweł Pełech, polski operator filmowy, pedagog
- 30 maja:
  - Zbigniew Chojnowski, polski poeta, historyk i krytyk literacki
  - Kevin Eastman, amerykański rysownik i scenarzysta komiksowy
  - Jan Gunnarsson, szwedzki tenisista
- 31 maja:
  - Dina Boluarte, peruwiańska prawniczka i polityk
  - Larry Bucshon, amerykański polityk, kongresman
  - Philippe Gache, francuski kierowca wyścigowy i rajdowy
  - Corey Hart, kanadyjski piosenkarz, autor tekstów
  - He Zhiwen, hiszpański tenisista stołowy pochodzenia chińskiego
  - Focjusz (Jewtichiejew), rosyjski biskup prawosławny
  - Sebastian Koch, niemiecki aktor
  - Thomas Lejdström, szwedzki pływak
  - Victoria Ruffo, meksykańska aktorka
  - Jan Sobiło, polski duchowny katolicki, biskup pomocniczy diecezji charkowsko-zaporoskiej na Ukrainie
- 1 czerwca:
  - Anna Czabanowska-Wróbel, polska historyk literatury, profesor nauk humanistycznych
  - Zbigniew Kaczmarek, polski piłkarz
  - Piotr Kwasigroch, polski hokeista
  - Gwidon Wójcik, polski polityk, poseł na Sejm RP
- 2 czerwca:
  - José Maria Florêncio, polski dyrygent, altowiolista, kompozytor pochodzenia brazylijskiego
  - Peter J. Lucas, amerykański aktor pochodzenia polskiego
  - Predrag Matić, chorwacki wojskowy, polityk, eurodeputowany (zm. 2024)
- 3 czerwca:
  - Susannah Constantine, brytyjska dziennikarka i prezenterka telewizyjna
  - Ha Hyung-joo, południowokoreański judoka
  - Dagmar Neubauer, niemiecka lekkoatletka, sprinterka
  - Valdes Pasolini, sanmaryński piłkarz
  - Connie Price-Smith, amerykańska lekkoatletyka, kulomiotka i dyskobolka
- 4 czerwca:
  - Alena Bierasniewa, białoruska dziennikarka i polityk
  - Ulisses Correia e Silva, kabowerdyjski polityk, premier Republiki Zielonego Przylądka
  - László Disztl, węgierski piłkarz, trener
  - Per Frimann, duński piłkarz
  - Hakainde Hichilema, zambijski polityk
  - Krzysztof Hołowczyc, polski kierowca rajdowy
  - Zenon Jaskuła, polski kolarz szosowy
  - Trinidad Jiménez, hiszpańska polityk
  - Dariusz Loranty, polski policjant, pisarz, publicysta, nauczyciel akademicki
  - Dušan Masár, czeski zapaśnik
- 5 czerwca:
  - Marek Chmielewski, polski samorządowiec, polityk, poseł na Sejm RP
  - Jeff Garlin, polski aktor
  - Jacek Inglot, polski pisarz science fiction
  - Astrid Koburg, belgijska księżniczka
- 6 czerwca:
  - Dragan Andrić, serbski piłkarz wodny
  - Mark Bright, angielski piłkarz
  - Heloísa Helena, brazylijska polityk
  - Hirokazu Koreeda, japoński reżyser i scenarzysta filmowy
  - Gennaro Sangiuliano, włoski dziennikarz, pisarz i eseista
- 7 czerwca:
  - Janice Lawrence Braxton, amerykańska koszykarka, trenerka
  - Robert Brennan, amerykański duchowny katolicki, biskup Columbus
  - Mirosława Niemczyk, polska aktorka
  - Álvaro Mon Pérez, kolumbijski duchowny katolicki
  - Henryk Piekarski, polski żużlowiec
  - Lance Reddick, amerykański aktor (zm. 2023)
- 8 czerwca:
  - Jonatan (Cwietkow), rosyjski duchowny prawosławny, arcybiskup abakański i chakaski
  - Thomas Jefferson, amerykański lekkoatleta, sprinter
  - Bogusław Pawłowski, profesor nauk biologicznych
  - Tomasz Putra, polski rugbysta, trener
  - Nick Rhodes, brytyjski klawiszowiec, członek zespołów: Duran Duran, Arcadia i The Devils(inne języki)
- 9 czerwca:
  - Paul Beatty, amerykański pisarz
  - Katrin Buck, niemiecka lekkoatletka, skoczkini wzwyż
  - Catherine Néris, francuska i martynikańska pedagog, polityk, eurodeputowana
  - Günther Schäfer, niemiecki piłkarz, trener
- 10 czerwca:
  - Gina Gershon, amerykańska aktorka
  - Kazimierz Gwiazdowski, polski samorządowiec, polityk, poseł na Sejm RP
  - Carolyn Hennesy, amerykańska aktorka, autorka i obrończyni zwierząt
  - Kim Mi-sook, południowokoreańska piłkarka ręczna
  - Brigitte Oertli, szwajcarska narciarka alpejska
  - Bogusław Pachelski, polski piłkarz
  - Ralf Schumann, niemiecki strzelec sportowy
  - Halina Szydełko, polska prawniczka, posłanka na Sejm RP
  - José Serrizuela, argentyński piłkarz
- 11 czerwca:
  - Didier Berthet, francuski duchowny katolicki, biskup Saint-Dié (zm. 2023)
  - Olga Charvátová, czeska narciarka alpejska
  - Roman Feld, polski żużlowiec
  - Sylvie Guillaume, francuska polityk, eurodeputowana
  - Barry Knestout, amerykański duchowny katolicki, biskup Richmond
  - Slobodan Kuzmanovski, jugosłowiański piłkarz ręczny
  - Mano Menezes, brazylijski piłkarz, trener
  - Erika Salumäe, estońska kolarka szosowa
  - Toshihiko Seki, japoński aktor, seiyū
  - Mihai Stănișoară, rumuński inżynier, polityk
  - Jonas Vytautas Žukas, litewski generał porucznik
- 12 czerwca:
  - John Enos III, amerykański aktor, scenarzysta, model
  - Luis Fernando Herrera, kolumbijski piłkarz
  - Krystyna Sibińska, polska działaczka samorządowa, polityk, posłanka na Sejm RP
- 13 czerwca:
  - Jean-Pierre Amat, francuski strzelec sportowy
  - Cathy Cassidy, brytyjska autorka literatury dziecięcej i młodzieżowej
  - Mark Frankel, brytyjski aktor (zm. 1996)
  - György Hölvényi, węgierski nauczyciel, urzędnik państwowy, polityk, eurodeputowany
  - Karen Kurreck, amerykańska kolarka szosowa
  - Glenn Michibata, kanadyjski tenisista, trener pochodzenia japońskiego
  - Dave Mitchell, australijski piłkarz, trener pochodzenia szkockiego
  - Paul Motwani, szkocki szachista
  - Cezary Pazura, polski aktor, komik, piosenkarz, reżyser filmowy
  - Rudolf Powarnicyn, ukraiński lekkoatleta, skoczek wzwyż
  - Władimir Prawik, radziecki strażak, porucznik KGB (zm. 1986)
  - Ally Sheedy, amerykańska aktorka, tancerka, pisarka
  - Bence Szabó, węgierski szablista
  - Zoro, amerykański perkusista
- 14 czerwca:
  - António Augusto Azevedo, portugalski duchowny katolicki, biskup Vila Real
  - Tadeusz Lityński, polski duchowny katolicki, biskup zielonogórsko-gorzowski
  - Jarosław Obremski, polski samorządowiec, polityk, senator RP, wojewoda dolnośląski
  - Jacek Radwan, polski profesor nauk biologicznych
  - Ricardo Augusto Rodríguez Álvarez, peruwiański duchowny katolicki, biskup pomocniczy Limy
  - Iwo Rusew, bułgarski wioślarz
  - Rimantas Šidlauskas, litewski dyplomata (zm. 2022)
- 15 czerwca:
  - Piotr Duda, polski związkowiec, przewodniczący NSZZ „Solidarność”
  - Cynthia Ligeard, nowokaledońska polityk
  - Chris Morris, brytyjski satyryk, scenarzysta, reżyser, aktor
  - Paweł Ptasznik, polski prezbiter rzymskokatolicki
  - Jerzy Taczała, polski siatkarz, trener
- 16 czerwca:
  - Femi Kuti, nigeryjski muzyk, wykonawca muzyki afrobeat i jazzu, założyciel zespołu Positive Force
  - Zdzisław Pietrzykowski, polski piłkarz, trener
  - Arnold Vosloo, południowoafrykańsko-amerykański aktor
- 17 czerwca:
  - Martin Hangl, szwajcarski narciarz alpejski
  - Tomoyoshi Ikeya, japoński piłkarz, trener
  - Darius Kuolys, litewski filolog, dziennikarz, publicysta, działacz społeczny, polityk, minister kultury i edukacji
  - Bruce Robertson, kanadyjski wioślarz
  - Piotr Wieteska, polski basista, członek zespołów: Kult i Buldog
- 18 czerwca:
  - Andy Linighan, angielski piłkarz
  - Piotr Niemczyk, polski przedsiębiorca, działacz opozycji antykomunistycznej, ekspert z zakresu bezpieczeństwa
- 19 czerwca:
  - Paula Abdul, amerykańska piosenkarka, tancerka, choreografka
  - Jude Célestin, haitański polityk
  - Marek Działoszyński, polski funkcjonariusz Policji, komendant główny
  - Christina Jordan, brytyjska polityk, eurodeputowana pochodzenia malezyjskiego
  - Masanao Sasaki, japoński piłkarz
- 21 czerwca:
  - Lubomír Jedek, czeski żużlowiec
  - Pipilotti Rist, szwajcarska artystka video
- 22 czerwca:
  - Campino, niemiecki wokalista, członek zespołu Die Toten Hosen
  - Stephen Chow, hongkoński aktor
  - Clyde Drexler, amerykański koszykarz
  - Cezary Kulesza, polski piłkarz
  - Bożena Pająk, polska lekkoatletka, sprinterka
- 23 czerwca:
  - Chuck Billy, amerykański wokalista, autor tekstów, członek zespołu Testament
  - Andrej Šeban, słowacki muzyk jazzowy, producent muzyczny
  - Michael Thompson, brytyjski karateka
  - Billy Wirth, amerykański aktor, producent filmowy pochodzenia żydowskiego
  - Kevin Yagher, amerykański specjalista od technicznych efektów specjalnych, scenarzysta, reżyser
- 24 czerwca:
  - Juan Gómez, boliwijski duchowny katolicki, biskup Cochabamby
  - Jan Grabowski, polski historyk pochodzenia żydowskiego
  - Christine Neubauer, niemiecka aktorka, scenarzystka, prezenterka radiowa
  - Claudia Sheinbaum, meksykańska uczona, polityk, działaczka samorządowa, burmistrz miasta Meksyk pochodzenia żydowskiego
  - Danilo Ulep, filipiński duchowny katolicki, prałat terytorialny Batanes
- 25 czerwca:
  - Dariusz Biczysko, polski lekkoatleta, skoczek wzwyż
  - Charlotte Kady, francuska aktorka
- 26 czerwca:
  - Ismaël Ferroukhi, francuski reżyser i scenarzysta filmowy pochodzenia marokańskiego
  - Urszula Kuczyńska, polska etnografka i muzealniczka
  - Peter Rohwein, niemiecki trener skoków narciarskich
  - Hubert Strolz, austriacki narciarz alpejski
- 27 czerwca:
  - Michael Ball, brytyjski piosenkarz, aktor musicalowy, prezenter radiowy i telewizyjny
  - Adrián Chávez, meksykański piłkarz, bramkarz
  - Dido, brazylijski piłkarz, trener
  - Ollanta Humala, peruwiański wojskowy, polityk, prezydent Peru
  - Tony Leung Chiu Wai, hongkoński aktor
  - Robert Majka, polski politolog, polityk, poseł na Sejm RP
- 28 czerwca – Peter Štumpf, słoweński duchowny katolicki, biskup murskosobocki
- 29 czerwca:
  - Ołeksandr Abdullin, ukraiński dziennikarz, przedsiębiorca, polityk
  - Anișoara Cușmir-Stanciu, rumuńska lekkoatletka, skoczkini w dal
  - Joan Laporta, hiszpański działacz piłkarski
  - Guy Lecluyse, francuski aktor komediowy
  - Mikałaj Markiewicz, białoruski dziennikarz, polityk
  - George Zamka, amerykański astronauta pochodzenia polsko-kolumbijskiego
  - Piotr Żyto, polski żużlowiec, trener
- 30 czerwca:
  - Deirdre Lovejoy, amerykańska aktorka
  - Michel Nowak, francuski judoka
  - Anelija Nunewa, bułgarska lekkoatletka, sprinterka
- 1 lipca:
  - Andre Braugher, amerykański aktor (zm. 2023)
  - Rafał Bruski, polski samorządowiec, polityk, prezydent Bydgoszczy, wojewoda kujawsko-pomorski
  - Richard Ferrand, francuski polityk, przewodniczący Zgromadzenia Narodowego
  - Dominic Keating, brytyjski aktor
- 2 lipca:
  - Monika Hohlmeier, niemiecka polityk
  - Neil Tovey, południowoafrykański piłkarz
- 3 lipca:
  - Charlie Sitton, amerykański koszykarz
  - Tom Cruise, amerykański aktor, producent filmowy
  - Cláudio Fontana, brazylijski aktor, producent teatralny
  - Thomas Gibson, amerykański aktor
  - Anna Kalewska, polska filolog i tłumaczka, iberystka
  - Hunter Tylo, amerykańska aktorka, modelka
- 4 lipca:
  - Anisa Markarian, albańska aktorka
  - Laila Pakalniņa, łotewska reżyserka
  - Nicola Selva, sanmaryński polityk, kapitan regent
  - Pam Shriver, amerykańska tenisistka
- 5 lipca:
  - Mirosław Lubiński, polski lekarz, samorządowiec, polityk, senator RP
  - Amrozi bin Nurhasyim, indonezyjski terrorysta (zm. 2008)
- 6 lipca:
  - Maja Barełkowska-Cyrwus, polska aktorka teatralna, filmowa i telewizyjna
  - Peter Hedges, amerykański pisarz, scenarzysta i reżyser filmowy
- 7 lipca:
  - Ołeksandr Dombrowski, ukraiński samorządowiec, polityk
  - Seán Gallagher, irlandzki przedsiębiorca, polityk
  - Akiva Goldsman, amerykański scenarzysta i producent filmowy pochodzenia żydowskiego
  - Zbigniew Juroszek, polski przedsiębiorca
  - Kostas Mawridis, grecki piłkarz
- 8 lipca:
  - Piotr Baron, polski dziennikarz radiowy
  - Jan Erixon, szwedzki hokeista, trener
  - Johan Gielis, belgijski matematyk
  - Ivan Jovanović, serbski piłkarz, trener
  - Joan Osborne, amerykańska piosenkarka
- 9 lipca:
  - Zsolt Gömöry, węgierski klawiszowiec zespołu Omega
  - Robert Luśnia, polski polityk, przedsiębiorca, poseł na Sejm RP
- 10 lipca – Santiago Ostolaza, urugwajski piłkarz
- 11 lipca:
  - Kerrith Brown, brytyjski judoka
  - Zuzana Brzobohatá, czeska inżynier, polityk, eurodeputowana
  - Pauline McLynn, irlandzka aktorka
  - Michał Sołowow, polski przedsiębiorca, kierowca rajdowy
- 12 lipca:
  - Julio César Chávez, meksykański bokser
  - Leszek Mazur, polski prawnik, sędzia
  - Lilianne Ploumen, holenderska menadżer, polityk
- 13 lipca:
  - Norbert Keßlau, niemiecki wioślarz
  - Pasquale Marino, włoski piłkarz, trener
  - Benno Wiss, szwajcarski kolarz szosowy
  - Jolanta Ziębacz, polska siatkarka
- 14 lipca:
  - Krzysztof Klimek, polski generał brygady BOR
  - Joseph Soueif, libański duchowny maronicki, arcybiskup Cypru i Trypolisu
- 15 lipca:
  - Marek Jan Chodakiewicz, polski historyk
  - Michelle Ford, australijska pływaczka
  - Aleksander Żywiecki, polski malarz
- 16 lipca:
  - Mirosław Adamczyk, polski duchowny katolicki, arcybiskup, nuncjusz apostolski
  - Uwe Hohn, niemiecki lekkoatleta, oszczepnik
  - Natalja Lisowska, rosyjska lekkoatletka, kulomiotka
- 17 lipca:
  - Jay Barrs, amerykański łucznik
  - Glenn Howard, kanadyjski curler
  - Melecjusz (Jehorenko), ukraiński biskup prawosławny
  - Krzysztof Żabicki, polski generał brygady
- 18 lipca:
  - Victor Manuel Fernández, argentyński duchowny katolicki, arcybiskup La Platy, kardynał
  - Miquel Àngel Flaquer, hiszpański samorządowiec, polityk
  - Jack Irons, amerykański perkusista rockowy
  - John Jørgensen, duński żużlowiec
  - Bruce Sandford, nowozelandzki skeletonista
- 19 lipca:
  - Anthony Edwards, amerykański aktor
  - Jerzy Pietrzak, polski strzelec sportowy
  - Juraj Mesík, słowacki działacz ekologiczny, polityk
- 20 lipca:
  - Carlos Alazraqui, amerykański aktor, komik pochodzenia argentyńskiego
  - Tomas Johansson, szwedzki zapaśnik
  - Krzysztof Laga, polski polityk, poseł na Sejm RP
  - José Elías Rauda Gutiérrez, salwadorski duchowny katolicki, biskup San Vicente
  - Primož Ulaga, słoweński skoczek narciarski
- 21 lipca:
  - Lee Aaron, kanadyjska wokalistka rockowa i jazzowa
  - Piotr Baran, polski koszykarz, trener
  - Cuca Canals, hiszpańska pisarka, scenarzystka filmowa
  - Mokgweetsi Masisi, botswański polityk, wiceprezydent i prezydent Botswany
  - Francis Meli, papuański duchowny katolicki, biskup Vanimo
- 22 lipca:
  - Steve Albini, amerykański gitarzysta, wokalista, kompozytor, autor tekstów, inżynier dźwięku, dziennikarz muzyczny pochodzenia włoskiego (zm. 2024)
  - José Apolinário, portugalski prawnik, polityk
  - Pieter De Crem, flamandzki i belgijski polityk
  - Alvin Robertson, amerykański koszykarz
  - Jiří Šejba, czeski hokeista, trener
- 23 lipca:
  - Lydia Cornell, amerykańska aktorka
  - Federico Franco, paragwajski lekarz, polityk, wiceprezydent i prezydenci Paragwaju
  - Eriq La Salle, amerykański aktor, reżyser filmowy
  - Anna Maniecka, polska lekkoatletka, płotkarka, trenerka (zm. 2008)
- 24 lipca:
  - Anna Hetman, polska pedagog, działaczka samorządowa, prezydent Jastrzębia-Zdroju
  - Chris Lori, kanadyjski bobsleista
  - Johnny O’Connell, amerykański kierowca wyścigowy
  - Bob Schaffer, amerykański polityk
- 25 lipca:
  - Pilar González Modino, hiszpańska polityk
  - Grzegorz Krawców, polski kajakarz
  - Anthony Tyler Quinn, amerykański aktor
  - Izabela Zając, polska wokalistka jazzowa
- 26 lipca:
  - Jorge Bom Jesus, polityk z Wysp Świętego Tomasza i Książęcej, premier
  - Galina Czistiakowa, rosyjska lekkoatletka, skoczkini w dal i trójskoczkini
  - Fernando Grande-Marlaska, hiszpański i baskijski prawnik, sędzia, polityk
  - Siergiej Kirijenko, rosyjski ekonomista, przedsiębiorca, polityk, premier Rosji
  - Anna Płaza, polska agronom, profesor nauk rolniczych
  - Uwe Raab, niemiecki kolarz szosowy
  - Robert J. Szmidt, polski pisarz science fiction i fantasy
- 27 lipca:
  - Neil Brooks, australijski pływak
  - Sandra Gasser, szwajcarska lekkoatletka, biegaczka średniodystansowa
  - Janek Ledecký, czeski piosenkarz, gitarzysta, kompozytor
  - Marzena Manteska, polska aktorka
  - Fevzi Şeker, turecki zapaśnik
- 28 lipca:
  - John Connelly, amerykański wokalista, gitarzysta, kompozytor
  - Torsten Gütschow, niemiecki piłkarz, trener
  - Lars Håland, szwedzki biegacz narciarski
  - Margaritis Schinas, grecki polityk, eurodeputowany i eurokomisarz
- 29 lipca:
  - Guillermo Martínez, argentyński pisarz, matematyk
  - Oceano, portugalski piłkarz pochodzenia kabowerdyjskiego
  - Kevin Spirtas, amerykański aktor
  - Maciej Świrski, polski przedsiębiorca, publicysta i działacz społeczny
- 30 lipca:
  - Loren Avedon, amerykański aktor, scenarzysta, producent i kaskader filmowy
  - Angelo Bonelli, włoski polityk
  - Aleksander Cybulski, polski piłkarz, trener
  - Władimir Dieżurow, rosyjski pilot wojskowy, as myśliwski
  - Leif Engqvist, szwedzki piłkarz
  - Andy Green, brytyjski pilot wojskowy, kierowca wyścigowy
  - Tali Ploskow, izraelska polityk
- 31 lipca:
  - Agnieszka Brustman, polska szachistka
  - Luis Alberto Castiglioni Soria, paragwajski polityk, wiceprezydent Paragwaju
  - Jorge Alberto Cavazos Arizpe, meksykański duchowny katolicki, biskup San Juan de los Lagos
  - Zdzisław Czarnecki, polski dyrygent
  - Mosze Feiglin, izraelski polityk
  - Wesley Snipes, amerykański aktor, producent filmowy
- 1 sierpnia:
  - Nuno Almeida, portugalski duchowny katolicki, biskup pomocniczy Bragi
  - Bożidar Iskrenow, bułgarski piłkarz
  - Liliana Năstase, rumuńska lekkoatletka, wieloboistka
  - Rimantas Remeika, litewski nauczyciel, samorządowiec, polityk
- 2 sierpnia – Jacek Wojciechowski, polski aktor, pieśniarz
- 3 sierpnia:
  - Magdalena Jedlewska, polska pięcioboistka nowoczesna
  - Maurice Malpas, szkocki piłkarz, trener
  - Tsutomu Sakamoto, japoński kolarz torowy
- 4 sierpnia:
  - Yoshihiro Kitazawa, japoński łyżwiarz szybki
  - Lori Lightfoot, amerykańska polityk, burmistrz Chicago
  - Jáchym Topol, czeski prozaik, poeta, publicysta
- 5 sierpnia:
  - Patrick Ewing, amerykański koszykarz pochodzenia jamajskiego
  - Jo Kennedy, australijska aktorka
  - Jurij Melnyk, ukraiński polityk
  - María Muñiz de Urquiza, hiszpańska polityk
  - Otis Thorpe, amerykański koszykarz
- 6 sierpnia:
  - Milan Cabrnoch, czeski lekarz, polityk
  - Michelle Yeoh, malezyjska aktorka
- 7 sierpnia:
  - José Hernández, amerykański inżynier elektrotechnik, astronauta pochodzenia meksykańskiego
  - Tim Michels, amerykański biznesmen i polityk
  - Joanna Przybyłowska, polska aktorka
  - Alain Robert, francuski wspinacz
  - Michael Weikath, niemiecki gitarzysta, członek zespołu Helloween
- 8 sierpnia:
  - Charmaine Crooks, kanadyjska lekkoatletka, sprinterka i biegaczka średniodystansowa
  - Urszula Demkow, polska lekarka, profesor nauk medycznych, podsekretarz stanu w Ministerstwie Zdrowia
  - Kool Moe Dee, amerykański raper
  - Laura Elena de Esteban Martín, hiszpańska prawniczka, polityk
  - Ralph Rieckermann, niemiecki basista, członek zespołu Scorpions
  - Zsolt Semjén, węgierski teolog, socjolog, polityk
  - Oliver Stokowski, niemiecki aktor
- 9 sierpnia:
  - Oscar Crino, australijski piłkarz pochodzenia argentyńskiego
  - Annegret Kramp-Karrenbauer, niemiecka polityk
- 10 sierpnia:
  - Jarosław Perszko, polski rzeźbiarz
  - Marek Przeniosło, polski historyk
  - Danieł Wyłczew, bułgarski prawnik, polityk
  - Hesham Yakan, egipski piłkarz
- 11 sierpnia:
  - Brian Azzarello, amerykański scenarzysta komiksowy
  - Suzanne Collins, amerykańska pisarka
  - Julio Salinas, hiszpański piłkarz
- 12 sierpnia – Shigetatsu Matsunaga, japoński piłkarz, bramkarz
- 13 sierpnia:
  - Marcello Novaes, brazylijski aktor
  - John Slattery, amerykański aktor
  - Manuel Valls, francuski polityk
- 14 sierpnia:
  - Horst Bulau, kanadyjski skoczek narciarski
  - Ikililou Dhoinine, komoryjski polityk, prezydent Komorów
  - Krzysztof Gadowski, polski polityk, poseł na Sejm RP
  - Anna Majcher, polska aktorka
  - Paweł Rurak-Sokal, polski muzyk, kompozytor, założyciel zespołu Blue Café
- 15 sierpnia:
  - Gregor Amann, niemiecki polityk
  - Elias Frank, indyjski duchowny katolicki
  - Paul Henderson, australijski polityk pochodzenia amerykańskiego
  - Moreno Mannini, włoski piłkarz
  - Vilja Toomast, estońska psycholog, polityk
  - David Zayas, amerykański aktor
- 16 sierpnia:
  - Robin Campillo, francuski reżyser, scenarzysta i montażysta filmowy pochodzenia marokańskiego
  - Steve Carell, amerykański aktor, komik, producent i scenarzysta filmowy
  - Hussein Mohamed Farrah, somalijski polityk, prezydent Somalii
  - Domenico Giani, włoski oficer, komendant Żandarmerii Watykańskiej
  - Jurij Izdryk, ukraiński prozaik, poeta, eseista, tłumacz, kulturoznawca, malarz, muzyk
- 17 sierpnia:
  - Oktawian Marek Bulanowski, polski poeta, teoretyk literatury, tłumacz
  - Gilby Clarke, amerykański gitarzysta rockowy, wokalista, kompozytor, producent muzyczny
  - Takeshi Ono, japoński trener piłkarski
  - Jacek Pyl, polski duchowny katolicki, biskup pomocniczy diecezji odesko-symferopolskiej na Ukrainie
  - Grzegorz Śniegowski, polski żużlowiec, trener
  - Michael Wilder, amerykański szachista
- 18 sierpnia:
  - Carina Benninga, holenderska hokeistka na trawie
  - Felipe Calderón, meksykański polityk, prezydent Meksyku
  - Sandra Farmer-Patrick, jamajska lekkoatletka, płotkarka
  - Ralf Haber, niemiecki lekkoatleta, młociarz
  - Jarosław Janiszewski, polski muzyk, wokalista, kompozytor, autor tekstów, członek zespołów: Bielizna, Czarno-Czarni i Doktor Granat
  - Adam Storke, amerykański aktor
  - Arno Strobel, niemiecki pisarz
- 19 sierpnia:
  - Dragutin Čelić, chorwacki piłkarz
  - Valérie Kaprisky, francuska aktorka
  - Bernd Lucke, niemiecki ekonomista, wykładowca akademicki, polityk, eurodeputowany
  - Michael Massimino, amerykański inżynier, astronauta
  - Ulrik Schmidt, duński curler
  - Raimonds Vilde, łotewski siatkarz
- 20 sierpnia:
  - Sophie Aldred, brytyjska aktorka, prezenterka telewizyjna
  - Steve Daines, amerykański polityk, senator
  - James Marsters, amerykański aktor, piosenkarz
  - Mariusz Siudziński, polski aktor
  - Carlos Tapia, argentyński piłkarz
- 21 sierpnia:
  - Sławomir Górzyński, polski historyk, heraldyk, wydawca
  - Hanna Majszczyk, polska urzędniczka państwowa
  - François Zahoui, iworyjski piłkarz, trener
- 22 sierpnia:
  - Wiktor Bryzhin, ukraiński lekkoatleta, sprinter
  - Julian King, brytyjski dyplomata
  - Alina Lassota, polska poetka, działaczka kulturalna
  - Sławomir Stasiak, polski komandor
  - Stefano Tilli, włoski lekkoatleta, sprinter
  - Krzysztof Wróblewski, polski malarz
- 23 sierpnia:
  - Tore Hattrem, norweski polityk, dyplomata
  - Hassan Mohamed, emiracki piłkarz
  - Thomas Schröder, niemiecki lekkoatleta, sprinter
- 24 sierpnia:
  - Radi Najdenow, bułgarski dyplomata, polityk
  - Emile Roemer, holenderski nauczyciel, samorządowiec, polityk
  - Ali Smith, szkocka pisarka, dramaturg, dziennikarka, wykładowczyni akademicka
  - Mary Weber, amerykańska inżynier chemik, pilotka, astronautka
- 25 sierpnia:
  - Theresa Andrews, amerykańska pływaczka
  - Māris Bružiks, łotewski lekkoatleta, trójskoczek
  - Vivian Campbell, irlandzki gitarzysta, członek zespołu Def Leppard
  - Karol Jabłoński, polski żeglarz, sternik jachtowy, skiper, żeglarz lodowy
  - Norka Latamblet, kubańska siatkarka
  - Jörg Puttlitz, niemiecki wioślarz
  - Taslima Nasrin, bengalska lekarka, pisarka, feministka, działaczka na rzecz praw człowieka
  - Michael Zorc, niemiecki piłkarz, menedżer
- 26 sierpnia:
  - Algis Kazulėnas, litewski historyk, muzealnik, samorządowiec, polityk
  - Roger Kingdom, amerykański lekkoatleta, płotkarz
  - Tariq Ramadan, szwajcarski muzułmański teolog, filozof, pisarz polityczny pochodzenia egipskiego
  - Jouko Salomäki, fiński zapaśnik
- 27 sierpnia:
  - Paulo Bosi Dal’Bó, brazylijski duchowny katolicki, biskup São Mateu
  - Scott Davis, amerykański tenisista
  - Manfred Linzmaier, austriacki piłkarz, trener
  - Jolanta Mielech, polska aktorka
  - Fabrice Poullain, francuski piłkarz
  - Sigurjón Birgir Sigurðsson, islandzki poeta, prozaik
  - Dariusz Stachura, polski śpiewak operowy (tenor)
  - Jānis Straume, łotewski lekarz, polityk (zm. 2024)
  - Sarah Wiener, austriacka kucharka, autorka książek kulinarnych, polityk
- 28 sierpnia:
  - Rastislav Chudík, słowacki siatkarz, trener
  - David Fincher, amerykański reżyser i producent filmowy
  - Roman Zwiercan, polski działacz społeczny (zm. 2024)
- 29 sierpnia:
  - Ian James Corlett, kanadyjski aktor głosowy
  - Gwon Deog-yong, południowokoreański zapaśnik
  - Jutta Kleinschmidt, niemiecka zawodniczka rajdów samochodowych
  - Ewa Wanat, polska dziennikarka (zm. 2023)
- 30 sierpnia – François Delecour, francuski kierowca rajdowy
- 31 sierpnia:
  - Dee Bradley Baker, amerykański aktor
  - Nicolas Brouwet, francuski duchowny katolicki, biskup Tarbes i Lourdes
  - Nurłan Nigmatulin, kazachski polityk, przewodniczący parlamentu
  - Hanna Prusakowska, polska florecistka
  - Mike Smrek, kanadyjski koszykarz
  - Thomas Suozzi, amerykański polityk, kongresmen
- 1 września:
  - Tony Cascarino, irlandzki piłkarz
  - Ruud Gullit, holenderski piłkarz, trener
- 2 września:
  - Gilbert Bodart, belgijski piłkarz, bramkarz, trener
  - Grzegorz Gruszka, polski polityk, poseł na Sejm RP
  - Keir Starmer, brytyjski prawnik i polityk
- 3 września:
  - Nikołaj Denkow, bułgarski chemik, profesor, premier Bułgarii
  - Mirosław Chmielewski, polski duchowny katolicki
  - Izabela Leszczyna, polska nauczycielka, działaczka samorządowa, polityk, poseł na Sejm RP
  - Paul Ramsey, północnoirlandzki piłkarz
  - Siergiej Rodionow, rosyjski piłkarz
- 4 września:
  - Tomasz Korczak, polski prawnik, samorządowiec, burmistrz Międzylesia
  - Shin’ya Yamanaka, japoński lekarz, biolog, laureat Nagrody Nobla
  - Mariusz Zadura, polski bard, muzyk, autor tekstów piosenek
- 5 września:
  - Arsen Fadzajew, radziecki i uzbecki zapaśnik
  - Piotr Strembicki, polski muzyk, kompozytor
- 6 września:
  - Garnik Awalian, ormiański piłkarz, trener
  - Klaus Bodenmüller, austriacki lekkoatleta, kulomiot
  - Doug Boyle, brytyjski gitarzysta, członek zespołu Caravan
  - Chris Christie, amerykański polityk, gubernator New Jersey
  - DJ Hell, niemiecki didżej, producent muzyczny
  - Jennifer Egan, amerykańska pisarka
  - Holger Fach, niemiecki piłkarz, trener
  - Marina Kaljurand, estońska badmintonistka, dyplomatka, polityk
  - Wiesław Popik, polski siatkarz, trener
  - Wojciech Suleciński, polski historyk, dziennikarz
  - Marcelo Tempone, argentyński szachista
  - Kevin Willis, amerykański koszykarz
- 7 września:
  - Siddiq Barmak, afgański reżyser i producent filmowy
  - Fabián Pizzorno, argentyński aktor
- 8 września:
  - Sergio Casal, hiszpański tenisista
  - Ewa Grabowska, polska narciarka alpejska
  - Roman Kolek, polski samorządowiec, wicemarszałek województwa opolskiego
  - Thomas Kretschmann, niemiecki aktor, model
- 9 września:
  - Renato Gaúcho, brazylijski piłkarz, trener
  - Liza Marklund, szwedzka dziennikarka, pisarka
- 10 września:
  - Kaija Koo, fińska piosenkarka
  - Lucyna Siejka-Juzwa, polska hokeistka na trawie
- 11 września:
  - Bertin Ebwellé, kameruński piłkarz
  - Kristy McNichol, amerykańska aktorka
  - Ricardo Rocha, brazylijski piłkarz
  - Mieczysław Szewczyk, polski piłkarz
- 12 września:
  - Artur Kaczmarski, polski aktor, prezenter telewizyjny, reżyser dubbingu
  - Dino Merlin, bośniacki piosenkarz
  - Ryszard Nowak, polski polityk, samorządowiec, poseł na Sejm RP, prezydent Nowego Sącza
  - Amy Yasbeck, amerykańska aktorka
- 13 września:
  - Gyula Pálóczi, węgierski lekkoatleta, skoczek w dal i trójskoczek (zm. 2009)
  - Paul Rachman, amerykański reżyser, scenarzysta i producent filmowy
  - Ann Wagner, amerykańska polityk, kongreswoman
  - Michel Wolter, luksemburski polityk, ekonomista
- 14 września:
  - Przemysław Berent, polski menedżer, polityk, senator RP
  - Krzysztof Zajdel, polski prozaik, poeta, doktor nauk humanistycznych, nauczyciel
- 15 września:
  - Grażyna Brewiak, polska brydżystka
  - Elwira Buszewicz, polska historyk literatury, tłumaczka, wykładowczyni akademicka
  - Stepan Sarkisjan, ormiański zapaśnik
  - Henryk Szopiński, polski polityk
- 16 września:
  - Grażyna Bułka, polska aktorka
  - Goran Perkovac, chorwacki piłkarz ręczny
  - Maciej Żak, polski reżyser filmowy
- 17 września:
  - Hiszam Kandil, egipski polityk, premier Egiptu
  - Konstantin Kosaczew, rosyjski polityk
  - Baz Luhrmann, australijski reżyser, scenarzysta i producent filmowy
- 18 września:
  - Joanne Catherall, brytyjska wokalistka, członkini zespołu The Human League
  - John Fashanu, angielski piłkarz, trener pochodzenia nigeryjsko-gujańskiego
  - Chris Simboli, kanadyjski narciarz dowolny
- 19 września:
  - Radek Bajgar, czeski dziennikarz, reżyser, scenarzysta i producent telewizyjny
  - Marios Chadziandreu, cypryjski lekkoatleta, skoczek w dal
  - Dorota Kawińska-Domurad, polska polonistka, działaczka samorządowa, burmistrz Kłodzka
  - Cheri Oteri, amerykańska aktorka
  - Bruno Todeschini, szwajcarski aktor
- 20 września:
  - Paul Abdel Sater, libański duchowny maronicki, biskup kurialny Antiochii
  - Wilfried Theising, niemiecki duchowny katolicki, biskup pomocniczy Münsteru
- 21 września:
  - Wiesław Jasiński, polski prawnik, urzędnik państwowy, generalny inspektor Kontroli Skarbowej
  - Piotr Mandrysz, polski piłkarz, trener
  - Zbigniew Matuszczak, polski samorządowiec, polityk, poseł na Sejm RP
  - Rob Morrow, amerykański aktor
  - Anna Supruniuk, polska historyk, archiwista, wykładowca akademicki
- 22 września:
  - Anna Kaźmierczak, polska aktorka
  - Chantal Simonot, francuska polityk
- 23 września:
  - Zvone Černač, słoweński menedżer, samorządowiec, polityk
  - Alberto Estrella, meksykański aktor, scenarzysta filmowy i telewizyjny
  - Cosimo Fusco, włoski aktor
  - Robert Molle, kanadyjski zapaśnik, futbolista
  - Erik Östlund, szwedzki biegacz narciarski
  - Jack Pierce, amerykański lekkoatleta, płotkarz
  - Stanisław M. Stanuch, polski dziennikarz, publicysta
- 24 września:
  - Mariusz Łuczyk, polski nauczyciel, samorządowiec, polityk, wicewojewoda pomorski
  - Ally McCoist, szkocki piłkarz, trener
  - Mike Phelan, angielski piłkarz
  - Robert Pszczel, polski dyplomata
  - Rochus Josef Tatamai, papuaski duchowny katolicki, arcybiskup Rabaul
  - Raj Tischbierek, niemiecki szachista, trener
  - Nia Vardalos, kanadyjska aktorka, scenarzystka filmowa pochodzenia greckiego
- 25 września:
  - David Bedella, amerykański aktor pochodzenia meksykańskiego
  - Aleś Bialacki, białoruski polityk, działacz społeczny, obrońca praw człowieka
  - Gary Franken, kanadyjski duchowny katolicki,
  - Mike Kluge, niemiecki kolarz przełajowy, górski i szosowy
  - Aida Turturro, amerykańska aktorka
  - Dariusz Wdowczyk, polski piłkarz, trener
- 26 września:
  - Melissa Sue Anderson, amerykańska aktorka
  - Gregory Crewdson, amerykański fotograf
  - Mark Haddon, brytyjski pisarz, ilustrator, karykaturzysta
  - Steve Moneghetti, australijski lekkoatleta, maratończyk
  - Al Pitrelli, amerykański muzyk, kompozytor, członek zespołów: Savatage, Megadeth i Trans-Siberian Orchestra
  - Tracey Thorn, brytyjska wokalistka, autorka piosenek, członkini duetu Everything but the Girl
- 27 września:
  - Gábor Fodor, węgierski polityk
  - Christelle Guignard, francuska narciarka alpejska
  - Beata Niedzielska, polska lekkoatletka, płotkarka
  - Iosif Rotariu, rumuński piłkarz, trener
- 28 września:
  - Adam Adach, polski malarz
  - Alena Anisim, białoruska filolog, polityk
  - Atlantis, meksykański luchador
  - Stellan Brynell, szwedzki szachista
  - Grant Fuhr, kanadyjski hokeista, bramkarz, trener
  - Marian Kmita, polski dziennikarz sportowy
  - Fred Merkel, amerykański motocyklista wyścigowy
  - Jacek Rębacz, polski pisarz
- 29 września:
  - Roger Bart, amerykański aktor
  - Néstor Clausen, argentyński piłkarz, trener
  - Helena Dalli, maltańska polityk, socjolog
  - Aleksandra Sambor, polska artystka, plastyk (zm. 2016)
  - Nicky Walker, szkocki piłkarz, bramkarz
- 30 września:
  - Dariusz Dziekanowski, polski piłkarz, trener i działacz piłkarski
  - Rolf Gölz, niemiecki kolarz torowy i szosowy
  - Cezary Ostrowski, polski dziennikarz, muzyk, kompozytor, artysta wizualny, założyciel zespołu Bexa Lala
  - Aldona Patycka, polska koszykarka, trenerka
  - Frank Rijkaard, holenderski piłkarz, trener
- 1 października:
  - Nico Claesen, belgijski piłkarz
  - Charles Hammawa, nigeryjski duchowny katolicki, biskup Jalingo
  - Hakeem Kae-Kazim, nigeryjski aktor
  - Arkadiusz Niemirski, polski pisarz, satyryk, dziennikarz
  - Paul Walsh, angielski piłkarz
- 2 października:
  - Jeff Bennett, amerykański aktor głosowy
  - Tomasz Budzyński, polski wokalista rockowy, malarz, poeta, członek zespołów: Armia, 2Tm2,3, Budzy i Trupia Czaszka i Siekiera
  - Brian Holm, duński kolarz szosowy, dyrektor sportowy
  - Claudiu Tămăduianu, rumuński zapaśnik
- 3 października:
  - Tamara Czelakowska, polska koszykarka
  - Kim Ki-taik, południowokoreański tenisista stołowy
  - Tommy Lee, amerykański perkusista, członek zespołu Mötley Crüe
  - Ranko Ostojić, chorwacki prawnik, polityk
  - Detlef Schößler, niemiecki piłkarz, trener
  - Franz Schuler, austriacki biathlonista
  - Aleksandra Zawłocka, polska dziennikarka, publicystka, redaktorka
- 4 października:
  - Carlos Carsolio, meksykański himalaista
  - Joaquín Cosío, meksykański aktor
  - José Couceiro, portugalski piłkarz, trener
  - Roberto Gaa, filipiński duchowny katolicki, biskup Novaliches
  - Peter Lux, niemiecki piłkarz, trener
  - Marc Minkowski, francuski dyrygent, fagocista pochodzenia polskiego
  - Mike Norris, amerykański aktor, reżyser i scenarzysta filmowy i telewizyjny
- 5 października:
  - Alfredo Castro, portugalski piłkarz, bramkarz
  - Mike Conley, amerykański lekkoatleta, skoczek w dal i trójskoczek
  - Zenon Lissek, polski piłkarz (zm. 2021)
  - Juvenal Olmos, chilijski piłkarz, trener
  - Piotr Roman, polski samorządowiec, prezydent Bolesławca
  - Jarosław Wartak, polski nauczyciel, polityk, poseł na Sejm RP
  - Sylwia Wysocka, polska aktorka
- 6 października:
  - Halina Bieda, polska działaczka samorządowa, polityk, senator RP
  - Maciej Lesiak, polski kardiolog, profesor nauk medycznych
  - Anna Terrón i Cusí, katalońska i hiszpańska polityk, eurodeputowana
  - Gesine Walther, niemiecka lekkoatletka, sprinterka
  - Izabela Zatorska, polska lekkoatletka, biegaczka długodystansowa i górska
- 7 października:
  - Herbert Fritzenwenger, niemiecki biathlonista, biegacz narciarski
  - Dariusz Płaczkiewicz, polski piłkarz, bramkarz, trener
  - Małgorzata Rohde, polska polityk, przedsiębiorca, posłanka na Sejm RP
- 8 października:
  - Berry van Aerle, holenderski piłkarz
  - Katarzyna Cygan, polska aktorka, wokalistka, reżyserka
  - Martin Fecko, słowacki polityk
  - Ani Podimata, grecka dziennikarka, polityk, eurodeputowana
  - Bruno Thiry, belgijski kierowca rajdowy
  - Jörg Vaihinger, niemiecki lekkoatleta, sprinter
- 9 października:
  - Jorge Burruchaga, argentyński piłkarz, trener
  - Peter Elliott, brytyjski lekkoatleta, średniodystansowiec
  - Jerzy Engelking, polski prokurator
  - Durs Grünbein, niemiecki poeta, eseista, tłumacz
  - Bogdan Lisiecki, polski ekonomista, menedżer, przedsiębiorca, polityk, senator RP
  - Paul Radisich, nowozelandzki kierowca wyścigowy
- 10 października:
  - Fahad Abdulrahman, emiracki piłkarz
  - Gerrit Badenhorst, południowoafrykański sztangista, trójboista siłowy, strongman
  - Gerlad Buder, niemiecki kolarz torowy
  - Rex Walheim, amerykański pułkownik, inżynier, astronauta
- 11 października:
  - Krzysztof Błażejczyk, polski dziennikarz, polityk, poseł na Sejm RP
  - Joan Cusack, amerykańska aktorka
- 12 października:
  - Carlos Bernard, amerykański aktor
  - Chris Botti, amerykański trębacz jazzowy
  - Branko Crwenkowski, macedoński polityk, prezydent Macedonii Północnej
  - Martín Lasarte Topolanski, urugwajski duchowny katolicki
- 13 października:
  - Paweł Bejda, polski samorządowiec, polityk, poseł na Sejm RP
  - Lance Forman, brytyjski przedsiębiorca, polityk
  - Michael Good, amerykański pilot wojskowy, inżynier, astronauta
  - T'Keyah Crystal Keymáh, amerykańska aktorka
  - Valérie Létard, francuska działaczka samorządowa, polityk
  - Oleg Leszczak, ukraiński językoznawca, slawista
  - Michèle Tabarot, francuska działaczka samorządowa, polityk
- 14 października
  - Jaan Ehlvest, amerykański szachista pochodzenia estońskiego
  - Krzysztof Langer, polski aktor, kabareciarz
  - Szachar Perkiss, izraelski tenisista
  - Paolo Salvatelli, włoski żużlowiec
  - Charles C. Steidel, amerykański astronom, wykładowca akademicki
  - Janusz Szugzda, polski piłkarz
  - Andrzej Zieliński, polski aktor
- 15 października:
  - Reynaldo Bersabal, amerykański duchowny katolicki
  - János Csák, węgierski przedsiębiorca, menedżer i dyplomata
  - Susan DeMattei, amerykańska kolarka górska
  - Guy Georges, francuski seryjny morderca
  - Pierre Mabiala, kongijski polityk
  - Mariella Mularoni, sanmaryńska polityk, kapitan regent San Marino
  - Jarosław Szoda, polski operator i reżyser filmowy
- 16 października:
  - Michael Balzary, australijski basista, trębacz, członek zespołu Red Hot Chili Peppers
  - fikcyjna data urodzenia Manute'a Bola, sudańskiego koszykarza  (zm. 2010)
  - Marieta Ilcu, rumuńska lekkoatletka, skoczkini w dal i sprinterka
  - Kenneth Lonergan, amerykański dramaturg, reżyser i scenarzysta filmowy
  - Durga McBroom, amerykańska piosenkarka
  - Tamara McKinney, amerykańska narciarka alpejska
- 17 października:
  - László Darvasi, węgierski pisarz, dziennikarz
  - Mike Judge, amerykański aktor, reżyser, scenarzysta i producent filmowy, pisarz, karykaturzysta
  - Genowefa Patla, polska lekkoatletka, oszczepniczka
  - Wojciech Zimiński, polski dziennikarz, poeta, artysta kabaretowy, scenarzysta filmowy
- 18 października:
  - António Fernandes, portugalski szachista
  - Young Kim, amerykańska polityk, kongreswoman
  - Katarzyna Miller, polska psycholożka, psychoterapeutka, felietonistka, filozofka
  - Ani Podimata, grecka dziennikarka, polityk, eurodeputowana
  - Víctor Manuel Ochoa, kolumbijski duchowny katolicki, biskup Cúcuty (zm. 2025)
  - Vincent Spano, amerykański aktor, reżyser i producent filmowy pochodzenia włoskiego
- 19 października:
  - Javier Gerardo Román Arias, kostarykański duchowny katolicki, biskup Limón
  - Evander Holyfield, amerykański bokser
  - Marek Kordowiecki, polski piłkarz ręczny, trener
  - Andrzej Niemirski, polski aktor
- 20 października:
  - Martin Šulík, słowacki reżyser filmowy
  - Jens Veggerby, duński kolarz torowy i szosowy
- 21 października:
  - Sandro Cuomo, włoski szpadzista
  - Pat Tiberi, amerykański polityk
- 22 października:
  - Elena Cattaneo, włoska neurobiolog, farmakolog, polityk
  - Anton Josipović, chorwacki bokser
  - Bob Odenkirk, amerykański aktor, komik, reżyser, scenarzysta i producent filmowy
  - Peter Vanvelthoven, belgijski i flamandzki polityk
  - Grzegorz Wawrzyszak, polski wokalista, członek zespołów: Papa Dance i Ex-Dance
- 23 października:
  - Sunday Uti, nigeryjski lekkoatleta, sprinter
  - Christo Van Rensburg, południowoafrykański tenisista
  - Laurie Warder, australijski tenisista
- 24 października:
  - Abel Antón, hiszpański lekkoatleta, długodystansowiec i maratończyk
  - Andrzej Depko, polski seksuolog, neurolog
  - Roland Königshofer, austriacki kolarz szosowy i torowy
- 25 października:
  - David Furnish, kanadyjski producent i reżyser filmowy
  - Katarzyna Gniewkowska, polska aktorka
  - Steve Hodge, angielski piłkarz
- 26 października:
  - Joe Dial, amerykański lekkoatleta, tyczkarz, trener
  - Cary Elwes, brytyjski aktor
  - Wiesław Pyzalski, polski muzyk, multiinstrumentalista, popularyzator muzyki
  - Dean Spielmann, luksemburski prawnik, sędzia i przewodniczący ETPCz
  - Busy Bee Starski, amerykański raper
  - Wilbert Suvrijn, holenderski piłkarz
- 27 października:
  - Atsuyoshi Furuta, japoński piłkarz
  - Aleksandr Iwanow, rosyjski malarz-abstrakcjonista, kolekcjoner dzieł sztuki
  - Monika Jóźwik, polska aktorka, prezenterka telewizyjna
  - Pavel Martínek, czeski kolarz torowy
  - Stewart McKimmie, szkocki piłkarz
  - Gintaras Songaila, litewski dziennikarz, przedsiębiorca, menedżer, polityk
  - Leszek Szczerba, polski saksofonista jazzowy
- 28 października:
  - Sylvia Albrecht, niemiecka łyżwiarka szybka
  - An Dae-hyeon, południowokoreański zapaśnik
  - Brenda Taylor, kanadyjska wioślarka
  - Erik Thorstvedt, norweski piłkarz, bramkarz
  - Cora Westland, holenderska kolarka szosowa
- 29 października:
  - Einar Örn Benediktsson, islandzki piosenkarz, trębacz
  - Josef Csaplár, czeski piłkarz, trener
  - Timothy Harris, australijski duchowny katolicki, biskup Townsville
  - Mărioara Trașcă, rumuńska wioślarka
  - Bettina Vollath, austriacka działaczka samorządowa, polityk
  - Bożena Wojtkowska, polska badmintonistka
- 30 października:
  - Thierry Bourdin, francuski zapaśnik
  - Colin Clarke, północnoirlandzki piłkarz, trener
  - Stefan Kuntz, niemiecki piłkarz, trener
  - Arnaud Montebourg, francuski prawnik, polityk
  - Guntis Osis, łotewski bobsleista
  - Heidi Sundal, norweska piłkarka ręczna
  - Smaił Temindarow, ukraiński lekarz, polityk pochodzenia tatarskiego
  - Jeppe Tranholm-Mikkelsen, duński dyplomata
- 31 października:
  - Anupama Chopra, indyjska dziennikarka, pisarka, krytyk filmowy
  - Mari Jungstedt, szwedzka dziennikarka, pisarka
  - Andrzej Łatka, polski piłkarz
  - Jarosław Mika, polski generał broni
  - Ernst Reiter, niemiecki biathlonista
  - Zbigniew Rytel, polski lekkoatleta, sprinter, dziennikarz, reżyser filmów dokumentalnych
  - Hiroshi Yamamoto, japoński łucznik sportowy
- 1 listopada:
  - Agnès Buzyn, francuska lekarka, nauczycielka akademicka, polityk
  - Magne Furuholmen, norweski klawiszowiec, członek zespołu A-ha, malarz
  - Anthony Kiedis, amerykański wokalista, członek zespołu Red Hot Chili Peppers
  - Francisco López Alfaro, hiszpański piłkarz, trener
  - Ulf Timmermann, niemiecki lekkoatleta, kulomiot
  - Lauro Tisi, włoski duchowny katolicki, arcybiskup Trydentu
- 2 listopada:
  - Medina Dixon, amerykańska koszykarka (zm. 2021)
  - Jukka Jalonen, fiński hokeista, trener
  - Tadeusz Maćkała, polski samorządowiec, polityk, poseł na Sejm RP
  - Iwona Szymańska-Pavlović, polska tancerka
  - Ron McGovney, amerykański muzyk, basista zespołu Metallica
- 3 listopada:
  - Kym Hampton, amerykańska koszykarka
  - Phil Katz, amerykański informatyk (zm. 2000)
  - Zdravko Ponoš, serbski wojskowy i polityk,
  - Antti Rinne, fiński polityk, premier Finlandii
- 4 listopada:
  - Jean-Pierre Bemba Gombo, kongijski polityk, wiceprezydent Demokratycznej Republiki Konga
  - Janusz Koryl, polski poeta, prozaik
  - Jeff Probst, amerykański reporter, prezenter i producent telewizyjny
- 5 listopada:
  - Benjamin Drew, amerykański astronauta
  - Steve Burtt, amerykański koszykarz, trener
  - Mariusz Mięsikowski, polski komandor
- 6 listopada:
  - Przemysław Czapliński, polski krytyk literacki
  - Gerald Willfurth, austriacki piłkarz, trener
- 7 listopada:
  - Giovanni Caprara, włoski trener siatkarski
  - Gao E, chińska strzelczyni sportowa
  - Tracie Savage, amerykańska aktorka
- 8 listopada:
  - Adam Abramek, polski kompozytor, producent muzyczny, multiinstrumentalista
  - Roman Polko, polski generał dywizji, dowódca Jednostki Wojskowej GROM
  - Carsten Sänger, niemiecki piłkarz, trener
  - Arūnas Spraunius, litewski poeta, prozaik, eseista, dziennikarz
- 9 listopada:
  - Sergio Batista, argentyński piłkarz, trener
  - John Katko, amerykański polityk, kongresman
  - Andrzej Kotala, polski samorządowiec, prezydent Chorzowa
  - Jan O. Pedersen, duński żużlowiec
  - Marioara Popescu, rumuńska wioślarka
- 10 listopada:
  - Cathy Boswell, amerykańska koszykarka, trenerka
  - Henryk Bem, polski żużlowiec
  - Andrzej Orzechowski, polski ekonomista, samorządowiec, polityk, poseł na Sejm RP
  - Philippe Saisse, francuski klawiszowiec, kompozytor, producent muzyczny
- 11 listopada:
  - Lloyd Langlois, kanadyjski narciarz dowolny
  - Lázaro Martínez, kubański lekkoatleta, sprinter
  - Mic Michaeli, szwedzki pianista, klawiszowiec, członek zespołu Europe
  - Demi Moore, amerykańska aktorka, reżyserka i producentka filmowa
  - Māris Poikāns, łotewski bobsleista
  - Judi Trott, brytyjska aktorka
- 12 listopada:
  - Wim Kieft, holenderski piłkarz
  - Krystyna Pieczulis, polska lekkoatletka, biegaczka długodystansowa
  - Neal Shusterman, amerykański pisarz
  - Eugeniusz Tkaczyszyn-Dycki, polski poeta
  - Naomi Wolf, amerykańska pisarka
- 13 listopada:
  - Arkadiusz Bagłajewski, polski krytyk i historyk literatury, zajmujący się romantyzmem i współczesnością
  - Irena Oženko, litewska lekkoatletka, skoczkini w dal
  - Serhij Raluczenko, ukraiński piłkarz, trener (zm. 2024)
- 14 listopada:
  - Mladen Bojanić, czarnogórski ekonomista, polityk
  - Tommy Coyne, irlandzki piłkarz, trener
  - Stefano Gabbana, włoski projektant mody
  - Satomi Kōrogi, japońska aktorka głosowa, piosenkarka
  - Alberto Ortega Martín, hiszpański duchowny katolicki, arcybiskup, nuncjusz apostolski
  - Laura San Giacomo, amerykańska aktorka
  - Josh Silver, amerykański muzyk, producent muzyczny, członek zespołu Type O Negative
  - Harland Williams, kanadyjski aktor
- 15 listopada:
  - Michael Degiorgio, maltański piłkarz, trener
  - Kim Vilfort, duński piłkarz
- 16 listopada:
  - Steve Bould, angielski piłkarz, trener
  - Giovanni Cervone, włoski piłkarz, bramkarz
  - Martial Gayant, francuski kolarz szosowy i przełajowy
  - Adriana Krúpová, słowacka aktorka
  - Stewica Kuzmanowski, macedoński piłkarz, trener
- 17 listopada – Bobby Ott, amerykański żużlowiec
- 18 listopada:
  - Mihai Cișmaș, rumuński zapaśnik
  - Kirk Hammett, amerykański gitarzysta, członek zespołu Metallica
- 19 listopada:
  - Jodie Foster, amerykańska aktorka, reżyserka filmowa
  - Sean Parnell, amerykański polityk, gubernator Alaski
  - Michaił Saltajew, uzbecki szachista
  - Nicole Stott, amerykańska astronautka
- 20 listopada:
  - Júlio Endi Akamine, brazylijski duchowny katolicki, biskup pomocniczy São Paulo
  - Živko Budimir, chorwacki wojskowy, polityk, prezydent Federacji Bośni i Hercegowiny
  - Elżbieta Duda, polska polityk, samorządowiec, posłanka na Sejm RP
  - Gerardo Martino, argentyński piłkarz, trener
- 21 listopada:
  - Terry Brahm, amerykański lekkoatleta, długodystansowiec
  - Sabine Busch, niemiecka lekkoatletka, sprinterka
  - José Maria Chaves dos Reis, argentyński duchowny katolicki, biskup Abaetetuby
  - Olita Rause, łotewska szachistka
  - Alan Smith, angielski piłkarz
  - Waldemar Socha, polski samorządowiec, prezydent Żor
  - Renée Wagener, luksemburska dziennikarka, polityk
- 22 listopada:
  - Paul Herijgers, belgijski kolarz przełajowy, górski i szosowy
  - Mariola Jankun-Dopartowa, polski historyk literatury i filmu, wydawca, scenarzystka
  - Sumi Jo, południowokoreańska sopranistka
  - Wiktor Pielewin, rosyjski pisarz
- 23 listopada:
  - Slim Belkhodja, tunezyjski szachista
  - Nicolás Maduro, wenezuelski polityk, wiceprezydent i prezydent Wenezueli
  - Philippe Renaud, francuski kajakarz, kanadyjkarz
- 24 listopada:
  - John Kovalic, brytyjski ilustrator, autor komiksów
  - Sławomir Popławski, polski aktor
- 25 listopada:
  - Valentinas Bukauskas, litewski polityk, samorządowiec, przedsiębiorca, poseł
  - Hironobu Sakaguchi, japoński projektant gier komputerowych
  - Antonio Suetta, włoski duchowny katolicki, biskup Ventimiglia-San Remo
  - Elżbieta Zakrzewska, polska działaczka samorządowa, polityk, poseł na Sejm RP, burmistrz Kowar
- 26 listopada:
  - Fernando Bandeirinha, portugalski piłkarz
  - Viliam Hýravý, słowacki piłkarz
  - Fernando Paiva, portugalski duchowny katolicki
- 27 listopada:
  - Charlie Benante, amerykański perkusista, członek zespołu Anthrax
  - Mike Bordin, amerykański perkusista, członek zespołu Faith No More
  - Anna Fic-Lazor, polska konserwator dzieł sztuki, muzeolog
  - Piotr Kiełpikowski, polski florecista
  - Jan Schur, niemiecki kolarz szosowy
- 28 listopada:
  - Mohamed Al-Jawad, saudyjski piłkarz
  - Matt Cameron, amerykański perkusista, członek zespołów: Pearl Jam i Soundgarden
  - Magnus Rasmussen, farerski nauczyciel, samorządowiec, polityk
  - Jon Rønningen, norweski zapaśnik
  - Jon Stewart, amerykański komik, aktor
  - Wiesław Walendziak, polski dziennikarz, publicysta, menedżer, polityk, poseł na Sejm RP
- 29 listopada:
  - Catherine Chabaud, francuska żeglarka, dziennikarka, polityk, eurodeputowana
  - Andy LaRocque, szwedzki muzyk, kompozytor, producent muzyczny, członek zespołu King Diamond
  - Jolanta Ludwikowska, polska ilustratorka książek dla dzieci i młodzieży
  - Andrew McCarthy, amerykański aktor, producent telewizyjny, pisarz
  - Waldemar Mleczko, polski gitarzysta hardrockowy
  - Andrzej Sermak, polski piłkarz
  - Karl Sundqvist, szwedzki kajakarz
- 30 listopada:
  - Aleksandr Borodiuk, rosyjski piłkarz, trener
  - Elvira Diamanti, albańska aktorka
  - Troy Douglas, holenderski lekkoatleta, sprinter pochodzenia bermudzkiego
  - Bo Jackson, amerykański futbolista, baseballista
  - Werner Kiem, włoski biathlonista
  - Dorota Zawadzka, polska pedagog, psycholog, osobowość telewizyjna
- 1 grudnia:
  - Pamela McGee, amerykańska koszykarka, trenerka
  - Cao Yanhua, chińska tenisistka stołowa
  - Sylvie Daigle, kanadyjska łyżwiarka szybka, specjalistka short tracku
  - Awtandil Kapanadze, gruziński piłkarz
  - Tariel Kapanadze, gruziński piłkarz
  - Mohamed Amer Al-Malky, omański lekkoatleta, sprinter
  - Mirosław Różański, polski generał
- 2 grudnia:
  - Włado Buczkowski, macedoński polityk, premier Macedonii Północnej
  - Brendan Coyle, angielsko-Irlandzki aktor filmowy i telewizyjny
  - Linda McAvan, brytyjska polityk, eurodeputowana
  - Miroslav Mentel, słowacki piłkarz, bramkarz, trener
  - Andrej Zyhmantowicz, białoruski piłkarz, trener
- 3 grudnia:
  - Tammy Jackson, amerykańska koszykarka
  - Krzysztof Hejke, polski fotografik, operator, wydawca, podróżnik
  - Natalija Hryhorjewa, ukraińska lekkoatletka, płotkarka
  - Benito Adán Méndez, wenezuelski duchowny katolicki, ordynariusz połowy Wenezueli
  - Niccolò Rinaldi, włoski polityk, eurodeputowany
- 4 grudnia:
  - Anna Frithioff, szwedzka biegaczka narciarska
  - Nixon Kiprotich, kenijski lekkoatleta, średniodystansowiec
  - Aleksandr Litwinienko, rosyjski podpułkownik KGB/FSB (zm. 2006)
  - Eduardo de la Torre, meksykański piłkarz, trener
- 5 grudnia:
  - José Cura, argentyński śpiewak operowy (tenor), dyrygent, reżyser, scenarzysta
  - Aleksandra Dzierzkowska, polska wioślarka
  - Edi Orioli, włoski kierowca rajdowy
  - Fred Rutten, holenderski piłkarz, trener
- 6 grudnia:
  - Carin Gerhardsen, szwedzka pisarka
  - Dariusz Goździak, polski pięcioboista nowoczesny
  - Colin Salmon, brytyjski aktor
  - Janine Turner, amerykańska aktorka, reżyserka, scenarzystka i producentka filmowa
- 7 grudnia:
  - Grecia Colmenares, wenezuelska aktorka
  - Magdalena Georgiewa, bułgarska wioślarka
- 8 grudnia:
  - Hermann Fehringer, austriacki lekkoatleta, tyczkarz
  - Marty Friedman, amerykański muzyk, kompozytor, wokalista, producent muzyczny, członek zespołów: Megadeth, Cacophony, Hawaii(inne języki), Deuce i Lovefixer
  - Wendell Pierce, amerykański aktor
  - Lian Ross, niemiecka piosenkarka, autorka tekstów, kompozytorka
  - Dmitrij Wasiljew, rosyjski biathlonista
- 9 grudnia:
  - Gedeon (Gubka), rosyjski biskup prawosławny
  - Felicity Huffman, amerykańska aktorka
  - Jarosław Kisiński, polski muzyk, lider i współzałożyciel zespołu Sztywny Pal Azji
  - Ayman Shawky, egipski piłkarz
- 10 grudnia:
  - Micho Mosuliszwili, gruziński prozaik, dramaturg, tłumacz, scenarzysta
  - John de Wolf, holenderski piłkarz
- 11 grudnia:
  - Denise Biellmann, szwajcarska łyżwiarka figurowa
  - Ben Browder, amerykański aktor
  - Zbigniew Fryźlewicz, polski hokeista
  - Krzysztof Grabowski, polski perkusista, członek zespołu Dezerter
  - Theresa Griffin, brytyjska działaczka związkowa, polityk
  - Roland Günther, niemiecki kolarz torowy i szosowy
- 12 grudnia:
  - Tracy Austin, amerykańska tenisistka
  - Ovidiu Silaghi, rumuński przedsiębiorca, polityk
  - Beat Sutter, szwajcarski piłkarz
- 13 grudnia:
  - Roger Ilegems, belgijski kolarz torowy i szosowy
  - Jamie Raskin, amerykański prawnik, polityk, kongresmen
  - Stevie Starr, szkocki performer
- 14 grudnia:
  - Jacek Bobrowicz, polski piłkarz, bramkarz
  - Yvonne Ryding, szwedzka modelka, zdobywczyni tytułu Miss Universe
- 15 grudnia:
  - Gianluca Farina, włoski wioślarz
  - Ingo Schulze, niemiecki pisarz
  - Noël Vidot, reunioński piłkarz
- 16 grudnia:
  - Mirosław Czech, polski dziennikarz, polityk, poseł na Sejm RP
  - Maruschka Detmers, holenderska aktorka
  - Charly Mottet, francuski kolarz szosowy i torowy
- 17 grudnia:
  - Muhammad Salim wuld al-Baszir, mauretański polityk, premier Mauretanii
  - Frank Lieberam, niemiecki piłkarz
  - Alexandra Lorska, francuska tancerka, aktorka i prezenterka
  - Galina Malczugina, rosyjska lekkoatletka, sprinterka
  - Brad Sellers, amerykański koszykarz, komentator sportowy, polityk
  - Harald Winkler, austriacki bobsleista
- 18 grudnia – Wiaczasłau Siuczyk, białoruski polityk
- 19 grudnia:
  - Domingo Buezo Leiva, gwatemalski duchowny katolicki, wikariusz apostolski Izabal
  - Wojciech Dajczak, polski prawnik, sędzia. radca prawny, wykładowca akademicki
  - Kazimierz Greń, polski samorządowiec, działacz piłkarski
  - Fausto Salsano, włoski piłkarz
- 20 grudnia:
  - Algis Kašėta, litewski samorządowiec, polityk
  - Sarmīte Ķikuste, łotewska lekarka, polityk
  - Milda Vainiutė, litewska prawnik, polityk (zm. 2024)
- 21 grudnia:
  - Antony de Ávila, kolumbijski piłkarz
  - Steven Mnuchin, amerykański bankier, producent filmowy, polityk pochodzenia żydowskiego
- 22 grudnia:
  - Scott Erskine(inne języki), amerykański morderca i gwałciciel (zm. 2020)
  - Ralph Fiennes, brytyjski aktor filmowy
  - Wiesław Lechowicz, polski duchowny katolicki, biskup polowy WP
- 23 grudnia:
  - Bertrand Gachot, belgijski kierowca wyścigowy
  - Stefan Hell, niemiecki fizyk, laureat Nagrody Nobla
  - Kang Je-gyu, południowokoreański reżyser filmowy
  - Jaime Ordiales, meksykański piłkarz, trener
  - Trần Anh Hùng, wietnamsko-francuski reżyser i scenarzysta filmowy
- 24 grudnia – Piotr Patalong, polski generał dywizji
- 25 grudnia – Christian Fennesz, austriacki kompozytor i wykonawca muzyki elektronicznej
- 26 grudnia:
  - Jean-Marc Ferreri, francuski piłkarz
  - Mirosław Gancarz, polski aktor, muzyk i pedagog
  - Eli Jiszaj, izraelski polityk
  - James Kottak, amerykański perkusista, członek zespołów: Scorpions i Kottak (zm. 2024)
- 27 grudnia:
  - Joe Mantello, amerykański aktor, reżyser
  - Jan Michalski, polski przedsiębiorca, działacz sportowy, samorządowiec, polityk, senator RP
  - Torsten Rellensmann, niemiecki kolarz szosowy i torowy
  - Urszula Urbaniak, polska reżyserka i scenarzystka filmowa
- 28 grudnia:
  - Abdi Bile, somalijski lekkoatleta, średniodystansowiec
  - Nedžad Branković, bośniacki polityk, premier Bośni i Hercegowiny
  - Michelle Cameron, kanadyjska pływaczka synchroniczna
  - Maciej Świerzawski, polski reżyser i producent telewizyjny
  - Quim Torra, hiszpański polityk, szef samorządu Katalonii
- 29 grudnia:
  - Jari Europaeus, fiński piłkarz
  - Tomasz Panfil, polski historyk
  - Carles Puigdemont, kataloński dziennikarz, samorządowiec, polityk
  - Wynton Rufer, nowozelandzki piłkarz, trener
  - Devon White, jamajski baseballista
  - Barry Wilmore, amerykański inżynier, astronauta
- 30 grudnia:
  - Arvils Ašeradens, łotewski dziennikarz, polityk
  - Gonzalo Arturo Bravo Álvarez, chilijski duchowny katolicki, biskup San Felipe
  - Donato Gama da Silva, hiszpański piłkarz pochodzenia brazylijskiego
  - Dominique Guigbile, togijski duchowny katolicki, biskup Dapaong
  - Giennadij Morozow, rosyjski piłkarz, trener
  - Alessandra Mussolini, włoska aktorka, polityk, eurodeputowana
- 31 grudnia:
  - Tyrone Corbin, amerykański koszykarz, trener
  - Don Diamont, amerykański aktor pochodzenia żydowskiego
  - Jeff Flake, amerykański polityk, senator
  - Jennifer Higdon, amerykańska kompozytorka, dyrygentka, instrumentalistka
  - Nelson Luís Kerchner, brazylijski piłkarz, trener
  - Dariusz Rosiak, polski dziennikarz
- data dzienna nieznana:
  - Abdurehim Heyt, ujgurski kompozytor i piosenkarz ludowy
  - Tomasz Kubikowski, polski teatrolog
  - Dariusz Nawrot, polski historyk

## Zdarzenia astronomiczne
- 5 lutego – całkowite zaćmienie Słońca

## Nagrody Nobla
- z fizyki – Lew Landau
- z chemii – Max Ferdinand Perutz, John Cowdery Kendrew
- z medycyny – Francis Crick, Maurice Wilkins, James Watson
- z literatury – John Steinbeck
- nagroda pokojowa – Linus Pauling

## Święta ruchome
- Tłusty czwartek: 1 marca
- Ostatki: 6 marca
- Popielec: 7 marca
- Niedziela Palmowa: 15 kwietnia
- Pamiątka śmierci Jezusa Chrystusa: 17 kwietnia
- Wielki Czwartek: 19 kwietnia
- Wielki Piątek: 20 kwietnia
- Wielka Sobota: 21 kwietnia
- Wielkanoc: 22 kwietnia
- Poniedziałek Wielkanocny: 23 kwietnia
- Wniebowstąpienie Pańskie: 31 maja
- Zesłanie Ducha Świętego: 10 czerwca
- Boże Ciało: 21 czerwca